# Straßenbahn Bremen
Die Straßenbahn Bremen ist das wichtigste Verkehrsmittel des öffentlichen Nahverkehrs in Bremen. Das normalspurige Netz mit einer Linienlänge von 111,5 Kilometern in Bremen und Lilienthal wird von der Bremer Straßenbahn AG (BSAG) betrieben. Die erste elektrische Straßenbahn verkehrte 1892. Nach einer Phase der Stagnation wird das Streckennetz seit 1998 schrittweise ausgebaut. Seit 2013 sind im Liniendienst ausschließlich Niederflurwagen eingesetzt.
Der zweite Straßenbahnbetrieb im Land Bremen war die Straßenbahn Bremerhaven.

## Streckennetz
Das Stadtgebiet wird außer im Bereich Bremen-Nord in seiner an der Weser entlang gezogenen Verdichtungszone sowie in einigen Siedlungsschwerpunkten nördlich und südlich der Innenstadt von Straßenbahnlinien erschlossen. Seit den späten 1990er Jahren werden Schritte zur Anbindung von weiter außerhalb des Stadtgebietes gelegenen Siedlungen und Vorstädten unternommen. Zentrale Knotenpunkte sind der Hauptbahnhof, die Kreuzung Am Brill und die Domsheide.
Die Tageslinien fahren montags bis samstags im 10-Minuten-Grundtakt. In der Schulzeit wird morgens und nachmittags zeitweise alle 7,5 Minuten gefahren. Eine Ausnahme ist die Strecke von Borgfeld nach Lilienthal, welche grundsätzlich alle 20 Minuten bedient wird. In der HVZ wird das Angebot auf einen 15-Minuten-Takt verstärkt. Im Spätverkehr, samstagmorgens und sonntags wird das ganze Netz im 20-Minuten-Takt befahren. Sonntagmorgens verkehrt alle 30 Minuten eine Bahn.
Linien mit nachgestelltem „S“ (1S, 4S und 5S) sind Straßenbahnschnelllinien, die weniger Haltestellen anfahren und deshalb schneller von einer Endhaltestelle zur anderen oder in die Innenstadt fahren. Vor Einführung von Matrixanzeigen waren sie als Besonderheit mit einer roten Liniennummer gekennzeichnet.
Linien mit vorangestelltem „N“ (N1, N4, N10) sind Nachtlinien, die täglich ab etwa 23:30 Uhr statt einiger Tageslinien auf gleicher Strecke fahren. Die Bedienung erfolgt stündlich. Die übrigen Tageslinien fahren nachts nicht.
Die Bremer Straßenbahn fährt mit Einrichtungswagen, so dass an den Endhaltestellen Wendeschleifen oder Wendedreiecke notwendig sind.
Die Linienübersichten sind unter Nahverkehr in Bremen zu finden.

### Linienübersicht
| Linie | Linienweg                                                                   | Haltestellen |
| ----- | --------------------------------------------------------------------------- | ------------ |
| 1     | Huchting, Roland-Center – Am Brill – Hauptbahnhof – Osterholz – Bf Mahndorf | 44           |
| 2     | Sebaldsbrück – Bf Sebaldsbrück – Am Brill – Bf Walle – Gröpelingen          | 33           |
| 3     | Weserwehr – Weserstadion – Am Brill – Europahafen – Gröpelingen             | 29           |
| 4     | Lilienthal – Borgfeld – Hauptbahnhof – Rotes-Kreuz-Krankenhaus – Arsten     | 49/39        |
| 5     | Bürgerpark – Messe-Zentrum – Hauptbahnhof – Europahafen – Gröpelingen       | 14           |
| 6     | Universität Nord – Schwachhausen – Hauptbahnhof – Flughafen – Flughafen Süd | 25           |
| 8     | Kulenkampffallee – Hauptbahnhof – Am Neuen Markt – Huchting, Roland-Center  | 21/24        |
| 10    | Sebaldsbrück – Bf Sebaldsbrück – Hauptbahnhof – Bahnhof Walle – Gröpelingen | 32           |

## Geschichte der Linienführung

### Pferdebahn

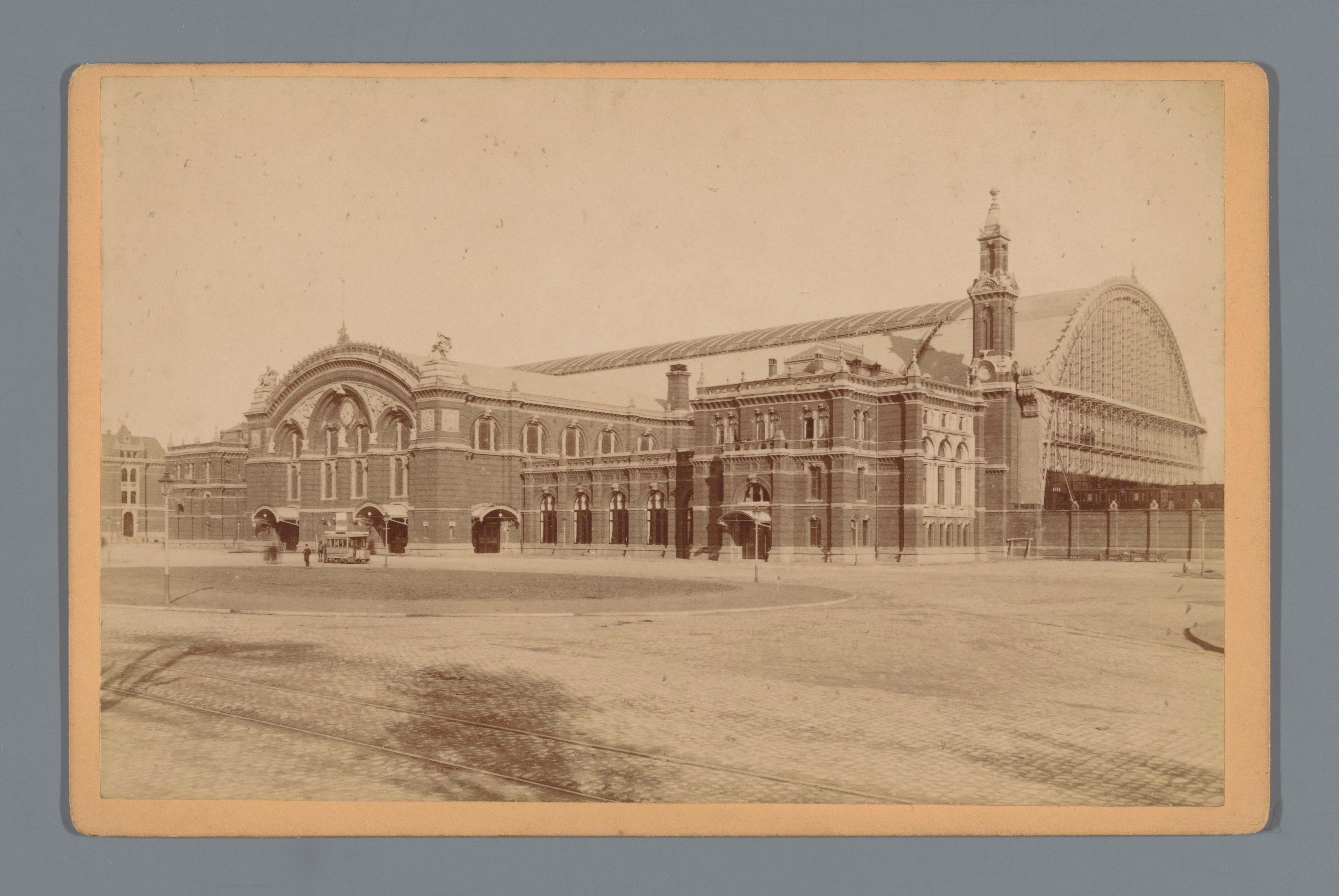
Pferdebahn vor dem 1889 eröffneten Hauptbahnhof

Ein Jahr nach der Inbetriebnahme des Riensberger Friedhofs eröffnete die Actiengesellschaft Bremer Pferdebahn nach nur sechswöchiger Bauzeit am 4. Juni 1876 die erste Pferdebahnstrecke zwischen dem Herdentor am Rand der Bremer Altstadt und der Vahrster Brücke (beim Knick der Schwachhauser Heerstraße in Riensberg). Im Folgejahr 1877 wurde sie nach Horn verlängert.
Am 3. November 1879 wurde vom Konkurrenzunternehmen „Große Bremer Pferdebahn“ die zweite Pferdebahnlinie von Hastedt nach Walle eröffnet, die in den Grundzügen noch heute als Linie 2 besteht. Am 5. August 1880 kam die Strecke vom Markt zum Buntentor hinzu, auf der erstmals die Weser überquert wurde, 1881 die „Ringbahn“ Nordstraße – Markt – Am Dobben – Bahnhof – Kaiserstraße (Bgm.-Smidt-Straße). In den folgenden Jahren sind die Strecken vom Herdentor in die Stadt zur Börse (1883) und vom Buntentor zum Arsterdamm (1884) verlängert worden. 1888 wurde eine neue Linie vom Freihafen zur Faulenstraße eröffnet und 1889 durch die Langenstraße zur Börse verlängert. Ebenfalls 1889 wurde die Linie zum Hohentor eröffnet.

### Elektrifizierung

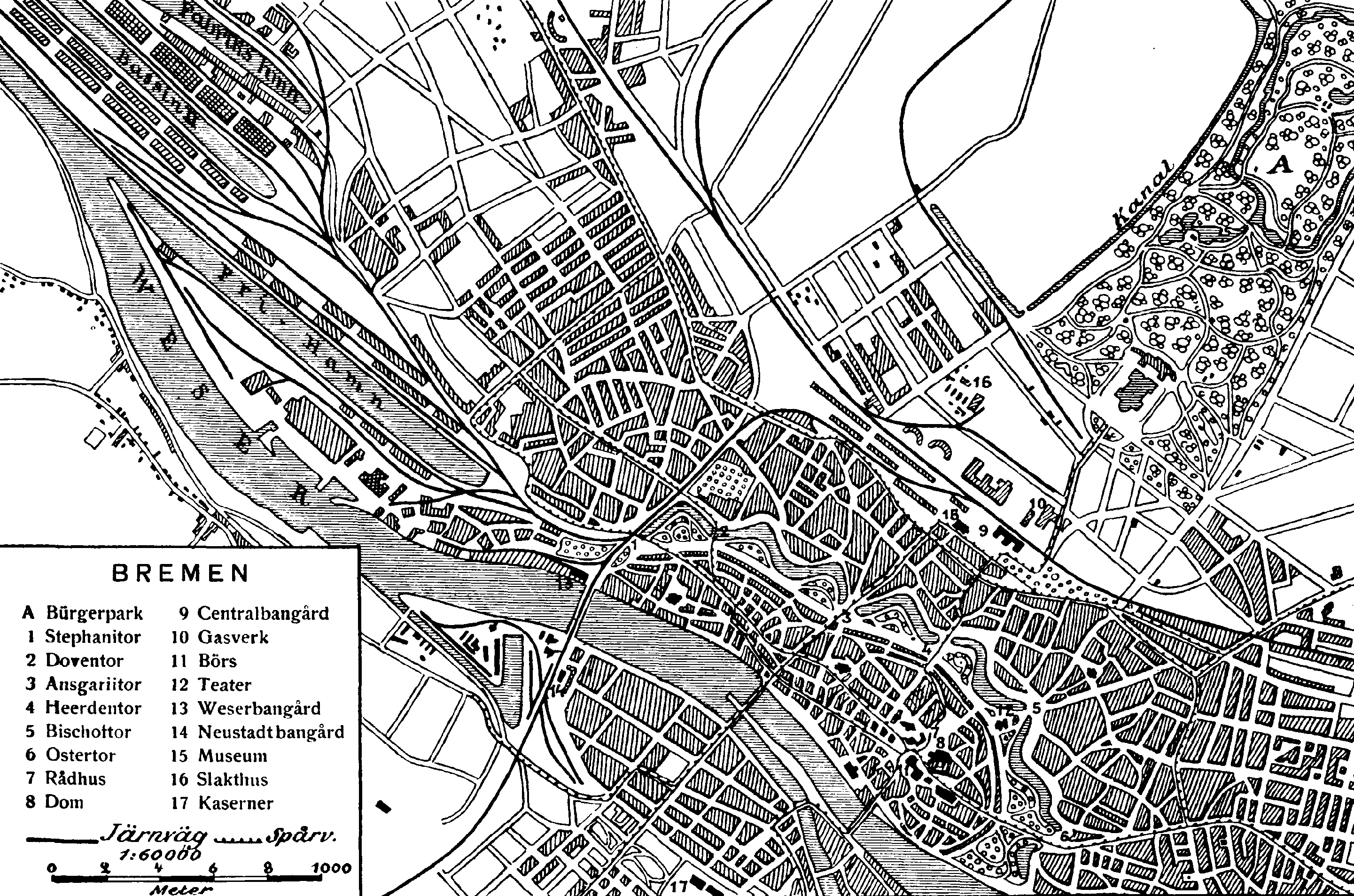
Teilplan zu Beginn des 20. Jahrhunderts mit Straßenbahnstrecken

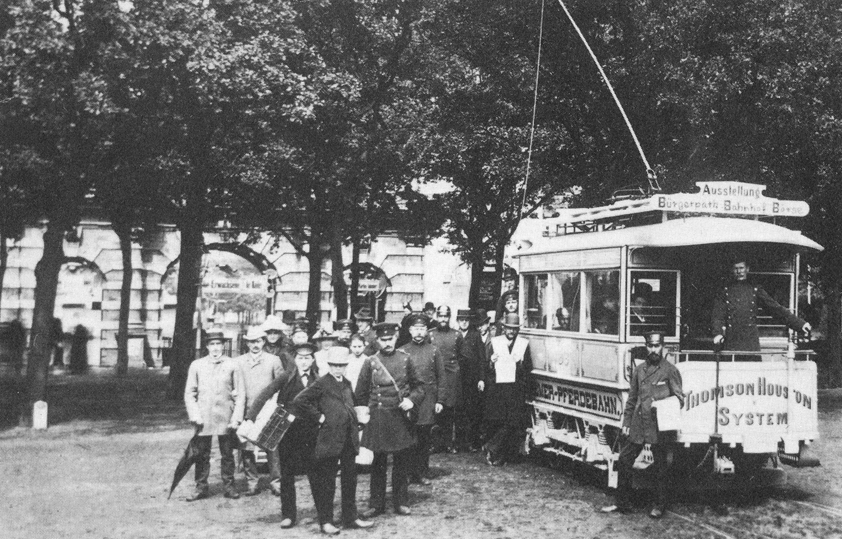
Die erste elektrische Straßenbahn Bremens 1890

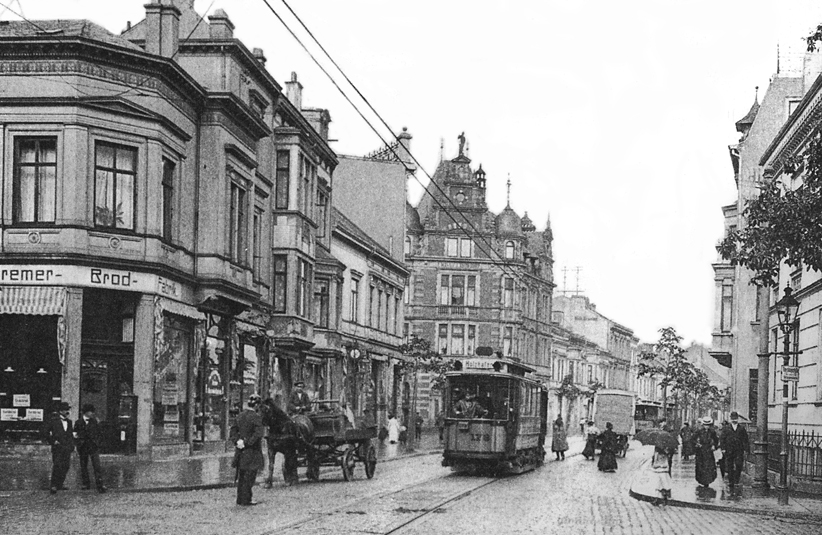
Straßenbahn in der Straße Vor dem Steintor um 1900

1890 wurde anlässlich der Nordwestdeutschen Gewerbe- und Industrieausstellung im Bremer Bürgerpark die Strecke von der Börse zum Ausstellungsgelände von der Bremer Pferdebahn in Zusammenarbeit mit der Thomson-Houston Electric Company aus Boston versuchsweise elektrifiziert. Erstmals in Deutschland war der Stromabnehmer vom Wagen gestützt und hing nicht an der Oberleitung. Die Anlage wurde nach Ausstellungsende konzessionsgemäß wieder abgebaut. Das System hatte sich aber so gut bewährt, dass sich die „Bremer Pferdebahn“ 1891 in „Bremer Straßenbahn“ umbenannte und zum 1. Mai 1892 die Linie Börse – Horn dauerhaft elektrisch betrieb. Im folgenden Jahr wurde auch die Linie zum Hohentor auf elektrischen Betrieb umgestellt. Lediglich die Linie im Freihafen wurde bis 1909 weiter mit Pferden betrieben und dann ganz eingestellt.
1899 fusionierte die „Bremer Straßenbahn“ mit der „Große Bremer Pferdebahn“ zur „Bremer Straßenbahn“. 1900 wurden auch fast alle durch die Fusion hinzugekommenen Strecken elektrifiziert. Die letzte verbliebene Pferdebahn in Bremen war die kurze Verbindung von der Hastedter Heerstraße zur Sebaldsbrücker Heerstraße. Begründet wurde das mit der ebenerdigen Querung der Bahnstrecke nach Osnabrück, deretwegen dort keine Oberleitung gebaut werden könne. Allerdings gab es andernorts vereinzelt Kreuzungen elektrischer Straßenbahnen mit Eisenbahnen. Elektrischen Betrieb nach Sebaldsbrück gab es erst ab 1913, nachdem die Eisenbahn hochgelegt und untertunnelt worden war. Es ist nicht geklärt, ob die Pferdebahn hier nur bis 1911 oder bis 1913 fuhr. Danach gab es in Bremen keine Pferdebahn mehr. Zur technischen Unterstützung (Geräte- und Transportwagen) wurden die letzten Pferdegespanne erst 1935 abgeschafft.
Mitte der 1930er Jahre wurden die Oberleitungen tiefer gehängt, um den Einsatz von Bügelstromabnehmern ab 1937 zu ermöglichen. Und auch die Weichen wurden elektrisch: Ende 1934 gab es 15, ein Jahr später schon 27 elektrisch gesteuerte Weichen.

### 1900 bis 1908
In den Folgejahren wurde das Netz ausgebaut. 1900 entstand die Ringbahn (später benannt als Linie 1), 1901 der erste Abschnitt der Linie 7 nach Woltmershausen, ebenfalls 1901 wurde die Linie 2 von Walle nach Gröpelingen verlängert. Die sechs Kilometer lange Linie 8 von Gröpelingen bis zur damaligen Landesgrenze nach Burg ist von einem Burger Gemeindekomitee durchgesetzt und 1903 nach vier Monaten Bauzeit eröffnet worden. Als 1905 die heutige Hermann-Böse-Straße erbaut wurde, erhielt sie eine Straßenbahnstrecke bis zum damals neu geschaffenen Platz Am Stern.
1908 wurden Liniennummern von 1 bis 8 eingeführt, um den Fahrgästen die Orientierung zu erleichtern.
| Linie | Streckenabschnitt |
| ----- | --- |
| 1     | (Ringbahn) Hauptbahnhof – Breitenweg – Düsternstraße – Panzenberg – Utbremer Straße – Hansastr. – Europahafen – Heinkenstr. – Langenstr. – Markt – Ostertor – Dobben – Hauptbahnhof |
| 2     | Gröpelingen (Lindenhofstr.) – Brill – Markt – Hastedt (Depot), weiter als Pferdebahn bis Sebaldsbrück (Zeppelinstr.)                                                                |
| 3     | Holzhafen / Emder Str. – Brill – Markt – Hohwisch (Betriebshof) |
| 4     | Horn – Dobben – Hauptbahnhof – Börse |
| 5     | Bürgerpark – Hauptbahnhof – Markt – Arsterdamm |
| 6     | Bürgerpark – Hauptbahnhof – Brill – Pappelstr. |
| 7     | Parkallee (Am Stern) – Hauptbahnhof – Markt – Woltmershausen (Duntzestr.) |
| 8     | Gröpelingen (Lindenhofstr.) – Burg (Lesumbrücke) |

### 1909 bis 1920
Mit der neuen Linie 9 von der Hemmstraße über Admiralstraße – Findorfftunnel – Hauptbahnhof zur Sankt-Jürgen-Straße bekam 1913 auch Findorff einen Anschluss an das Straßenbahnnetz. Die Strecke ins westliche Schwachhausen wurde 1911 vom Stern bis zur Wachmannstraße und 1914 bis zur Hartwigstraße verlängert.
In der Neustadt wurde die heutige Friedrich-Ebert-Straße neu gebaut, im Oktober 1914 wurde dort eine neue Strecke bis zur Gastfeldstraße eröffnet und durch die Linie 5 bedient. Deren alte Strecke durch den Buntentorsteinweg übernahm erstmals die Linie 4.
Der Erste Weltkrieg bremste den Ausbau des Netzes.
Die Hafenbahn, erst 1911 eröffnet, wurde 1916 wieder eingestellt. 1916 wurde die Strecke durch die Langenstraße aufgegeben, die Linie 1 (Ringbahn) wurde, wie die Linien 2 und 3, durch die parallele Obernstraße geführt. Aber schon 1919 wurde die neue Linie 10 Hauptbahnhof – Elisabethstraße und 1920 die neue Linie 12 bis zum Osterholzer Friedhof in Betrieb genommen.
| Linie | Streckenabschnitt |
| ----- | --- |
| 1     | (Ringbahn) Utbremer Straße – Hansastr. – Lloydstr. – Europahafen – Faulenstr. – Brill – Markt – Ostertorsteinweg – Dobben – Hauptbahnhof – Panzenberg – Utbremer Straße |
| 2     | Gröpelingen (Lindenhofstr.) – Brill – Markt – Sebaldsbrück (Zeppelinstr.)                                                                                               |
| 3     | Emder Str. – Brill – Markt – Hohwisch |
| 4     | Horn – Dobben – Hauptbahnhof – Markt – Arsterdamm |
| 5     | Hauptbahnhof – Markt – Gastfeldstraße |
| 6     | Bahnhofstr. – Brill – Pappel / Donaustr. |
| 7     | Hartwigstr. – Hauptbahnhof – Markt – Woltmershausen (Duntzestr.) |
| 8     | Gröpelingen (Lindenhofstr.) – Burg (Lesumbrücke) |
| 9     | Findorff (Hemmstr.) – Hauptbahnhof – Dobben – St.-Jürgen-Str. |
| 10    | Elisabethstr. – Panzenberg – Hauptbahnhof |
| 12    | (neu ab 1. Mai 1920) Sebaldsbrück (Zeppelinstr.) – Osterholzer Friedhof                                                                                                 |

### 1921 bis 1940
Im Bremer Westen wurde 1921 oder 1924 die Linie 3 bis zur AG Weser (heute: Haltestelle Use Akschen) verlängert. Die Linie 11, 1926 von der AG Weser zur Norddeutschen Hütte (heute: Hüttenstraße) eröffnet, war Nachfolgerin der zehn Jahre zuvor eingestellten Hafenbahn. Zeitweise gab es sogar durchgehende Fahrten der Linie 11 bis in die Innenstadt. Seit 1926 gibt es auch den Betriebshof Gröpelingen, der seitdem westliche Endstation für die Linie 2 ist. 1927 wurde die Linie 10 erst zum Waller Bahnhof verlängert.
1926 wurde auch der Betriebshof Sebaldsbrück eröffnet, die Linie 2 von der Esmarchstraße (Bahnhof Sebaldsbrück) bis zum Depot verlängert und die „12“ dementsprechend verkürzt. Im selben Jahr noch wurde die Linie 12 an ihrem östlichen Ende auf der Osterholzer Heerstraße bis zur Osterholzer Landstraße verlängert.
In Findorff wurde 1927 die Straßenbahnstrecke, die seit 1890 (und auch heute wieder) am Bürgerpark endet, durch die Eickedorfer Straße bis zur Hemmstraße verlängert. Damit war Findorff durch zwei Strecken erschlossen, und es konnte ein Ringverkehr eingerichtet werden. Mit der Linie 9 wurde 1927 oder 1930 erstmals eine Linie dauerhaft eingestellt, deren Liniennummer anschließend nicht neu vergeben wurde. Alle Abschnitte wurden von anderen Linien übernommen. Der östliche Abschnitt kam zur Linie 10, die ihn zwischen Hauptbahnhof und Steintor noch heute befährt. Die neu eingerichteten Linien 15 und 16 verstärken seit 1927 den Betrieb in der Neustadt.
1933 erreichte die Linie 7 in Woltmershausen ihre größte Länge: sie wurde auf der Rablinghauser Landstraße bis zum Bakeweg in Rablinghausen verlängert. Dies war bereits die fünfte Endstelle auf dieser Strecke nach Hohentor (1889), Rose-Mühle (1901, heute Zwischenahner Straße), Deichschart (1903, heute Dötlinger Straße) und Stromer Straße (1909).
Im Januar 1934 wurde die Linie 5 bis zum Flughafen verlängert. Die neue Strecke war 1,7 km lang, davon 1,3 km doppelgleisig. Sie wurde zunächst lediglich stündlich befahren, außer bei Schichtbeginn in den benachbarten Werken sowie bei Sonderveranstaltungen auf dem Flughafengelände, wofür ein großes Abstellgleis angelegt wurde, jedoch keine Wendeschleife. Im August desselben Jahres wurde zusätzlich eine eingleisige Strecke Hyazinthenweg – Neuenlander Straße eröffnet, die als Rückweg eine Blockumfahrung zur Massenbeförderung ermöglichte.
1936 wurde die Linie 10 durch die St.-Jürgen-Straße, wo sie die Städtischen Krankenanstalten anband, und durch die Bismarckstraße bis zur Friedrich-Karl-Straße verlängert. Zuvor war sie einige Jahre im Zuge der Linie 2 zur Georg-Bitter-Straße geführt worden, damals noch stumpf dort endend. Eine eingleisige Strecke in der Georg-Bitter-Straße wurde 1939 für den Veranstaltungsverkehr gebaut und wird, inzwischen zweigleisig, noch heute so genutzt.

Die Linie 2 nach Gröpelingen fährt durch die Obernstraße, 1938

1938 wurde die Omnibushalle in Horn gebaut; das Depot wurde 1969 abgerissen.
1939 wurde eine neue Westbrücke eingeweiht. Dadurch konnte eine neue Strecke von der Pappelstraße über die Hohentorsheerstraße und die neue Brücke bis in den Bremer Westen (Emder Straße) eingerichtet werden, die von der Linie 15 befahren wurde.
Bereits am 5. August 1939 musste die BSAG Schaffnerinnen einstellen, da das männliche Personal durch die massiven Einberufungen zur Kriegsvorbereitung des NSDAP-Regimes knapp wurde.
Zu Beginn des Krieges gab es zwei Linienverlängerungen: im November 1939 die Linie 3 durch die Fleetrade bis zum Weserwehr, wo sie bis heute endet, und im Juni 1940 die Linie 5 am Flughafen von der Hünefeldstraße bis zu den Focke-Wulf-Werken an der Neuenlander Straße (1945 aufgegeben). Beide erschlossen damals die Standorte großer Rüstungsbetriebe.
1940 hatte das Bremer Straßenbahnnetz seine maximale Ausdehnung erreicht und bestand aus folgenden Linien:
| Linie | Streckenabschnitt |
| ----- | --- |
| 1     | (Ringbahn) Utbremer Straße – Hansastr. – Lloydstr. – Europahafen – Faulenstr. – Brill – Markt – Ostertorsteinweg – Dobben – Hauptbahnhof – Panzenberg – Utbremer Straße |
| 2     | Gröpelingen – Waller Bahnhof – Brill – Markt – Ostertorsteinweg – Sebaldsbrück                                                                                          |
| 3     | AG Weser – Brill – Markt – Ostertorsteinweg – Weserwehr |
| 4     | Horn – Dobben – Hauptbahnhof – Markt – Arsterdamm |
| 5     | Hemmstraße – Bürgerpark – Hauptbahnhof – Markt – Flughafen – Focke-Wulf-Werke                                                                                           |
| 6     | Hemmstraße – Bürgerpark – Hauptbahnhof – Brill – Vulkanstr. |
| 7     | Hartwigstr. – Hauptbahnhof – Markt – Westerstraße – Rablinghausen |
| 8     | Gröpelingen – Burg |
| 10    | Waller Bahnhof – Panzenberg – Hauptbahnhof – Dobben – Steintor – Friedrich-Karl-Straße                                                                                  |
| 11    | AG Weser – Norddeutsche Hütte |
| 12    | Sebaldsbrück – Osterholz |
| 15    | Hemmstraße – Admiralstraße – Findorfftunnel – Breitenweg – Hauptbahnhof – Markt – Pappelstraße – Neustadtsbahnhof – Stephanibrücke – Emder Straße                       |
| 16    | Gastfeldstraße – Brill – Hauptbahnhof – Wachmannstraße |

### 1941 bis 1960
Im Zweiten Weltkrieg kam es zu schweren Schäden an Gleisen, Fahrleitungen, Gebäuden und Fahrzeugen. Die Ringbahn wurde 1942 als erste Linie eingestellt. Ab 22. April 1945 fuhren überhaupt keine Straßenbahnen mehr. Bei Kriegsende waren nur 10 % der Fahrzeuge betriebsfähig, und 80 % der Oberleitung waren zerstört.
Von tausenden Zwangsarbeiterinnen und Zwangsarbeitern, die in Bremen während des Krieges in Betrieben zur Arbeit herangezogen worden waren, wurde ein Teil mit der Bremer Straßenbahn von den Barackenlagern zu den Arbeitsstätten transportiert, was von der Bremer Industrie- und Handelskammer bzw. Gauwirtschaftskammer organisiert wurde.
Am 13. Juni 1945 konnten bereits wieder erste Straßenbahnwagen fahren. Die Linie 4 fährt ab 4. August von Horn bis zum St.-Joseph-Stift, ab 17. September bis zum Domshof.
| Linie | Streckenabschnitt auf der Altstadtseite der Weser: |
| ----- | -------------------------------------------------- |
| 3     | Gröpelingen – AG Weser – Brill – Markt – Weserwehr |
| 4     | Horn – Hauptbahnhof – Domshof                      |
| 5     | Bürgerweide – Hauptbahnhof – Domshof               |
| 11    | Rekumer Str. – Norddeutsche Hütte                  |
| Linie | Streckenabschnitt auf der Neustadtseite der Weser: |
| 4     | Leibnizstr. – Arsterdamm                           |
| 5     | Brückenstraße – Flughafen (Stuhrer Weg)            |
| 16    | Brückenstr. – Pappelstr. – Am Deich                |

Der Betriebshof Sebaldsbrück fuhr mit der Linie 2 ab 1. November 1945 als Inselbetrieb (ohne Verbindung zum restlichen Netz) bis zur Deichbruchstraße, dort konnten die Fahrgäste zur Linie 3 laufen. Am 4. Dezember wurde die Verbindung nach Gröpelingen wieder hergestellt, im Bremer Westen allerdings bis zum 9. März 1946 nur über die Strecke der Linie 3.
| Linie | Streckenabschnitt auf der Altstadtseite der Weser:                                                                       |
| ----- | --- |
| 2     | Gröpelingen – AG Weser (Strecke der Linie 3) – Brill – Markt – Sebaldsbrück                                              |
| 3     | Gröpelingen – AG Weser – Brill – Markt – Weserwehr                                                                       |
| 4     | Horn – Hauptbahnhof – Domshof                                                                                            |
| 5     | Bürgerweide – Hauptbahnhof – Domshof                                                                                     |
| 7     | Hartwigstraße – Hauptbahnhof – Domshof                                                                                   |
| 7     | Wachmannstraße – Hauptbahnhof – Domshof (lt. Tageszeitung von 1946, die ist Liniennummer möglicherweise ein Druckfehler) |
| 10    | Waller Bahnhof – Hauptbahnhof – Domshof                                                                                  |
| 11    | Rekumer Str. – Norddeutsche Hütte                                                                                        |
| Linie | Streckenabschnitt auf der Neustadtseite der Weser:                                                                       |
| 5     | Leibnizplatz – Flughafen (Stuhrer Weg)                                                                                   |
| 7     | Rablinghausen – Osterstraße/Friedrich-Ebert-Straße – Arsterdamm                                                          |
| 16    | Leibnizplatz – Pappelstr. – Am Deich                                                                                     |

In der Folgezeit wurden fast alle Strecken wiederhergestellt. Da alle Weserbrücken zerstört waren, blieb das Netz zunächst zweigeteilt. Mit der Wiedereröffnung der Große Weserbrücke am 29. November 1947 konnten die Linien 4, 5, 7 und 15 wieder beide Weserseiten verbinden.
| Linie | Streckenabschnitt |
| ----- | --- |
| 2     | Gröpelingen – Waller Bahnhof – Brill – Markt – Ostertorsteinweg – Sebaldsbrück                                                                                             |
| 3     | Gröpelingen – AG Weser – Brill – Markt – Ostertorsteinweg – Weserwehr |
| 4     | Horn – Dobben – Hauptbahnhof – Markt – Arsterdamm |
| 5     | Hemmstraße – Bürgerpark – Hauptbahnhof – Markt – Flughafen |
| 6A    | Hemmstraße – Bürgerpark – Hauptbahnhof – Brill |
| 6N    | Am Deich – Vulkanstraße |
| 7     | Hartwigstr. – Hauptbahnhof – Markt – Pappelstraße – Hohentorsheerstraße – Rablinghausen                                                                                    |
| 8     | Gröpelingen – Burg |
| 10    | Waller Bahnhof – Panzenberg – Hauptbahnhof – Dobben – St.-Jürgen-Str. |
| 11    | AG Weser – Norddeutsche Hütte |
| 12    | Sebaldsbrück – Osterholz |
| 15    | Hemmstraße (– Admiralstraße – Findorfftunnel – Breitenweg, vorläufig noch Umleitung über Bürgerpark) – Hauptbahnhof – Markt – Pappelstraße – Neustadtsbahnhof – Westbrücke |
| 16    | Brill – Hauptbahnhof – Wachmannstraße |

Damit war das Vorkriegsnetz fast komplett. Die beiden Strecken über Admiralstraße und Westerstraße folgten kurz darauf, die Bürgermeister-Smidt-Brücke 1952. Nur zwei kurze Strecken blieben dauerhaft eingestellt: die Verlängerung der Linie 10 durch die Bismarckstraße sowie die Straßenbahnverbindung über die Westbrücke (Linie 15). Die Westbrücke wurde Ende 1947 als Stephanibrücke mit einer Breite von nur neun Metern und ohne Straßenbahngleise neu gebaut, die Linie 15 endete weiter direkt davor, 1950 ist sie mangels Fahrgastnachfrage zum Neustadtsbahnhof zurückgezogen worden.
Die Linie 8 stellte man 1949 auf Anordnung der amerikanischen Militärverwaltung ein, da sie diese als Hindernis für ihre Verkehrsbewegungen ansah. Sie wurde zunächst auf O-Busse auf der Strecke Gröpelingen (Depot) – Burg/Apotheke, ab 1961 auf Dieselbusse umgestellt.
Die Linie 3 fährt ab 1949 endgültig bis nach Gröpelingen. Die Linie 11 wurde entsprechend gekürzt. Genauso war bereits 1945 in der ersten Nachkriegszeit gefahren worden, als Gröpelingen noch nicht wieder mit der Linie 2 erreichbar war.
Die Linie 12 von Sebaldsbrück zum Osterholzer Friedhof, die am 17. August 1946 ihre erste Nachkriegsfahrt gehabt hatte, war eine eingleisige Strecke in Seitenlage einer Bundesstraße. Im Mai 1950, damals verkehrten bereits zwei parallele Buslinien von Sebaldsbrück weiter nach Oberneuland und Osterholz, wurde die Betriebszeit auf wenige Stunden pro Tag eingeschränkt. Am 19. Juni 1952 wurde die Linie 12 ersatzlos eingestellt.
Eine zweite Weserquerung entstand durch den Neubau der am 28. Juni 1952 eröffneten Bürgermeister-Smidt-Brücke. Hier fuhren, wie schon vor dem Krieg, die Linien 6 und 16. Gleichzeitig wurden alle Nord-Süd-Linien neu geordnet. Durch den Versuch, das Nummernsystem zu systematisieren, kam es zu vielen Änderungen auf den Linien 5, 6, 7, 15 und 16, nur die Linie 4 behielt ihre Linienführung unter ihrer alten Nummer und die Linie 7 behielt ihren Ast nach Rablinghausen. Die Bezeichnungen für den Ringverkehr in Findorff folgten einem neuen Prinzip: statt an der Hemmstraße die Liniennummer zu wechseln, fuhren die Linien jetzt im Kreis – die Linie 7 im Uhrzeigersinn, die Linie 5 in Gegenrichtung.
| Linie | Streckenabschnitt                                                                               |
| ----- | ----------------------------------------------------------------------------------------------- |
| 2     | Gröpelingen – Waller Bahnhof – Brill – Markt – Ostertorsteinweg – Sebaldsbrück                  |
| 3     | Gröpelingen – AG Weser – Brill – Markt – Ostertorsteinweg – Weserwehr                           |
| 4     | Horn – Dobben – Hauptbahnhof – Markt – Arsterdamm                                               |
| 5     | Findorffring (gegen den Uhrzeigersinn) – Hauptbahnhof – Markt – Pappelstraße – Neustadtsbahnhof |
| 6     | Hemmstraße – Bürgerpark – Hauptbahnhof – Brill – Pappelstraße Gastfeldstraße                    |
| 7     | Findorffring (im Uhrzeigersinn) – Hauptbahnhof – Markt – Westerstraße – Rablinghausen           |
| 10    | Waller Bahnhof – Panzenberg – Hauptbahnhof – Dobben – St.-Jürgen-Str.                           |
| 11    | AG Weser – Norddeutsche Hütte                                                                   |
| 15    | Wachmannstraße – Hauptbahnhof – Markt – Flughafen                                               |
| 16    | Vulkanstraße – Brill – Hauptbahnhof – Hartwigstraße                                             |

Die Linie 16 wurde am 17. Dezember 1955 von der Vulkanstraße um 800 Meter bis zur Ochtum verlängert. Die neue Endstelle trug den Namen Grolland, obwohl dieser Ortsteil erst hinter der Ochtum beginnt. Eine baldige ebenerdige Verlängerung zur Mitte von Grolland war damals vorgesehen, wurde jedoch nie gebaut. Bei der Eröffnung besaß die Endstelle noch keine Wendeschleife, deren Bau wurde erst zwei Jahre später beantragt.
Die Linie 6 wurde zur Erschließung des neuen Baukomplexes Südervorstadt ab 5. Januar 1958 bis zur Gastfeldstraße verlängert.
Die neue Hauptwerkstatt am Flughafendamm wurde 1959 fertiggestellt.
Die Strecke zur Wachmannstraße wurde ab 16. November 1959 bis Riensberg verlängert. Abermals wurden die Führungen der Linien 15 und 16 im Bereich Schwachhausen getauscht: die Linie 16 verkehrte jetzt wieder durch die Wachmannstraße, die 15 fuhr zur Hartwigstraße und wurde ab 1960 zur Kulenkampffallee verlängert.
| Linie | Streckenabschnitt                                                                               |
| ----- | ----------------------------------------------------------------------------------------------- |
| 2     | Gröpelingen – Waller Bahnhof – Brill – Markt – Ostertorsteinweg – Sebaldsbrück                  |
| 3     | Gröpelingen – AG Weser – Brill – Markt – Ostertorsteinweg – Weserwehr                           |
| 4     | Horn – Dobben – Hauptbahnhof – Markt – Arsterdamm                                               |
| 5     | Findorffring (gegen den Uhrzeigersinn) – Hauptbahnhof – Markt – Pappelstraße – Neustadtsbahnhof |
| 6     | Hemmstraße – Bürgerpark – Hauptbahnhof – Brill – Pappelstraße – Gastfeldstraße – Kirchweg       |
| 7     | Findorffring (im Uhrzeigersinn) – Hauptbahnhof – Markt – Westerstraße – Rablinghausen           |
| 10    | Waller Bahnhof – Panzenberg – Hauptbahnhof – Dobben – St.-Jürgen-Str.                           |
| 11    | AG Weser – Norddeutsche Hütte                                                                   |
| 15    | Kulenkampffallee – Hartwigstraße – Hauptbahnhof – Markt – Flughafen                             |
| 16    | Grolland – Brill – Hauptbahnhof – Wachmannstraße – Riensberg                                    |

### 1961 bis 1998

#### Streckenstilllegungen von 1963 bis 1972

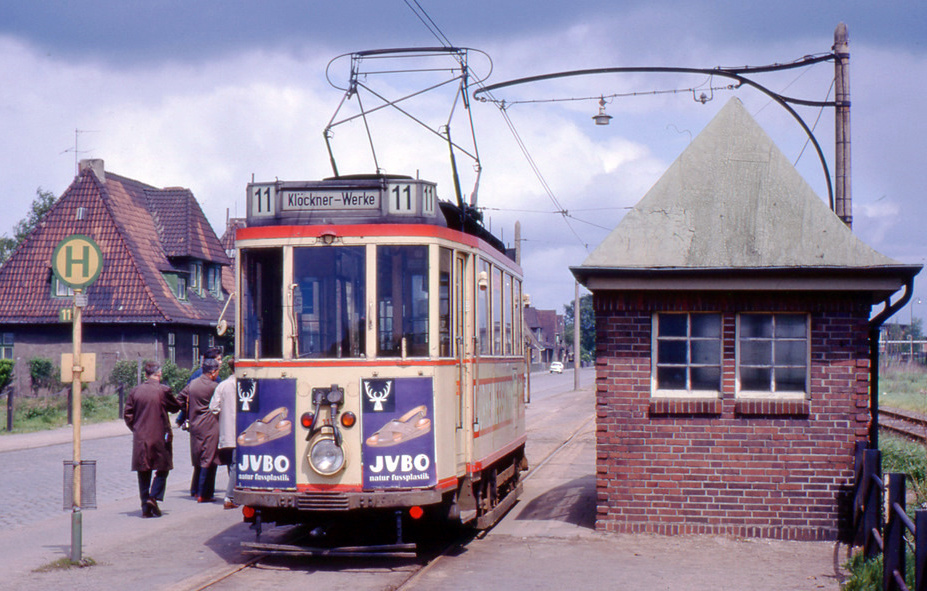
Die Endstelle der Linie 11, Klöckner-Werke. Die eingleisige Strecke wurde 1970 stillgelegt.

In dieser Zeit wurden einige Strecken eingestellt:
- Linie 10 (1963): Die Teilstrecke durch die St.-Jürgen-Straße wurde eingestellt. Dafür fuhr die Linie 10 ab 11. November 1963 vom Steintor kommend wie die Linie 2 bis zur Haltestelle Bennigsenstraße, danach über die eingleisige Strecke zur neuen Endstelle Georg-Bitter-Straße und zurück in Richtung Westen wie die Linie 3 über Hamburger Straße. In Walle wurde die Strecke vom Waller Ring zum Waller Friedhof verlängert und dort eine Wendeschleife eingerichtet. Dadurch konnten auch moderne Einrichtungswagen eingesetzt werden.[39][40]
- Linie 5 (1964): Einstellung der Linie 5 (zuletzt Bahnhof Bremen-Neustadt – Hemmstraße). In der Neustadt verlieren einige Haltestellen ihre Direktverbindung zum Markt. Nach Findorff verkehren nur noch die Linien 6 und 7, an der Hemmstraße werden wieder (wie schon bis 1952) die Liniennummern gewechselt. Die Linie 6 verkehrt jetzt mit Anhängern.[41]
- Linie 7 (1965): Am 30. Mai 1965 fuhren letztmals Straßenbahnen der Linie 7. Die Strecke von der Westerstraße bis Rablinghausen wurde in identischer Streckenführung durch die Buslinie 24, der westliche Teil des Findorffringes bis zur Hemmstraße auf teilweise abweichenden Straßen durch die Buslinie 25 ersetzt.[42] Beide Buslinien verkehren in diesen Abschnitten seitdem fast unverändert.
- In der Friedrich-Ebert-Straße werden im Januar 1967 zur Beschleunigung des Verkehrsflusses die beiden Haltestellen der Linie 15 „Kornstraße“ und „Erlenstraße“ ersatzlos aufgehoben.[43]
- Die Linie 6 (Gastfeldstraße – Hemmstraße) wurde im Juni 1967 eingestellt und durch die Buslinie 26 ersetzt. Seitdem ist der Stadtteil Findorff völlig vom Straßenbahnverkehr abgeschnitten. In der Neustadt wurden bereits seit der Sperrung der Brillkreuzung (Beginn der Bauarbeiten zum Brilltunnel) am 3. April 1967 nur noch Busse eingesetzt.[44] Ab 7. Oktober 1968, als die Bauarbeiten am Brill beendet waren, verkehrten zur Entlastung der Buslinie 26 montags bis freitags im Früh-Berufsverkehr nochmals Straßenbahnen vom Kirchweg über Brill zur „Turbine“.[45] Wann die letzte Fahrt stattfand, ist nicht bekannt. Die Schienen in der Gastfeldstraße lagen noch bis zum Herbst 1993,[46] allerdings war die Oberleitung lange vorher abgebaut worden. Die Strecke in der Pappelstraße blieb bis 2001 als Betriebsstrecke erhalten.
- Linien 5 und 6 (1967): 1967 erhielten die bisherigen Linien 15 und 16 die Liniennummern der eingestellten Linien 5 und 6.

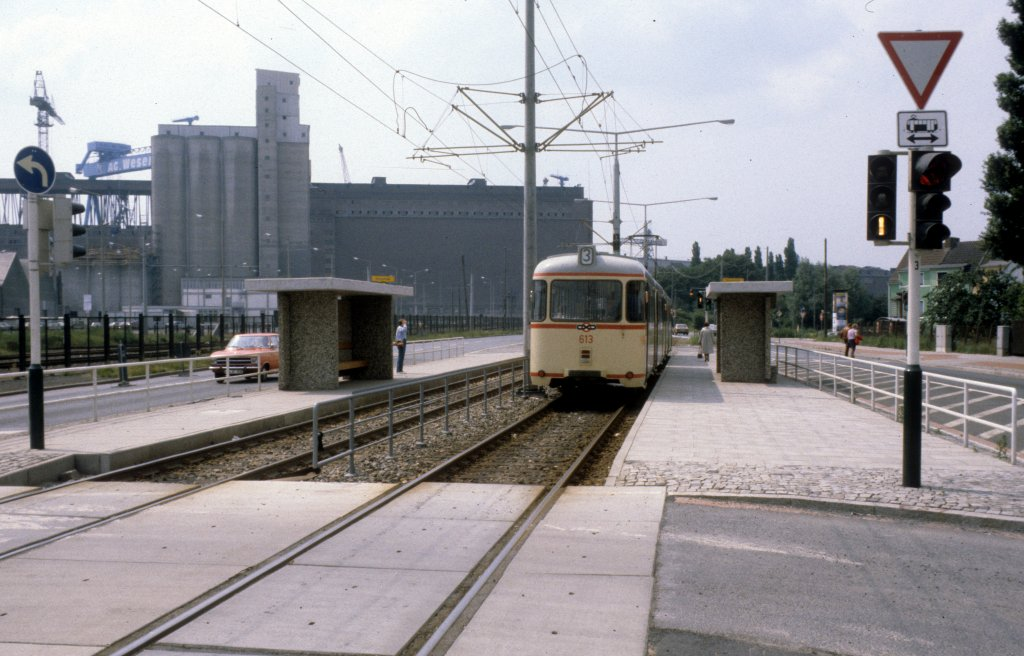
Linie 3 an der Haltestelle Goosestraße 1981 in der damals neuen breiten Hafenrandstraße. Zuvor führten die Schienen in Richtung Gröpelingen hier durch angrenzende schmale Wohnstraßen.

- Linie 11 (1970): Gröpelingen (Depot) – Norddeutsche Hütte (Klöckner-Werke)
- Linie 4 (1972): Horn – Domshof; der Abschnitt Kirchbachstraße – Arsterdamm war bereits 1967 von der neuen Linie 1 übernommen worden. Eine neue Linie 4 wurde 1998 auf der Strecke Horn-Lehe – Arsten eröffnet.

#### Netzerweiterungen von 1963 bis 1976
Diesen Einstellungen standen allerdings auch einige Streckenneubauten gegenüber.
- Die neue Linie 1 fuhr ab 18. Juni 1967 zwischen Arsterdamm und Blockdiek. Der Abschnitt bis zur Kirchbachstraße wurde von der Linie 4 übernommen, die anschließende Strecke durch die Vahr bis Blockdiek war ein Neubau.[47]
- Die Linie 1 wurde 1968 von Blockdiek weiter bis Osterholz verlängert.
- Die damalige Linie 1 (heute Linie 4) wurde 1973 vom Arsterdamm weiter bis Arsten verlängert.
- Die damalige Linie 6 (heute Linie 1) wurde 1976 von Grolland weiter bis Huchting verlängert.

#### Sonstiges
Die Strecken der Linien 2, 3 und 10 wurden im Bereich zwischen Mitte und Walle in den 1960er Jahren neu trassiert.
| Jahr | Linie            | Verlegung |
| ---- | ---------------- | --- |
| 1962 | Linie 2 Linie 3  | Am 21. Dezember 1962 wurden die Straßenbahnlinien 2 und 3 vom Straßenzug Korffsdeich-Neptunstraße in die Hans-Böckler-Straße verlegt. Im weiteren Verlauf fährt die Linie 2 nicht mehr über Hansestraße, sondern über die neugebaute Bürgermeister-Hildebrand-Straße und die Landwehrstraße. |
| 1964 | Linie 10         | Ab 9. November 1964 wurde die gradlinige Strecke der Linie 10 von der Bürgermeister-Smidt-Str./Ecke Breitenweg über Breitenweg und Utbremer Straße bis zur Hansestraße mit den drei Zwischenhaltestellen Findorff-Unterführung, Doventorsdeich und Panzenberg aufgegeben. Hier wurde die Hochstraße Breitenweg gebaut, über die alte Trasse wird seitdem der Autoverkehr geführt. Die Linie 10 wurde auf die längere Trasse über Faulenstraße, Daniel-von-Büren-Straße, Doventorsteinweg, Landwehrstraße und Hansestraße mit vier zusätzlichen Abbiegevorgängen verlegt. Für ein halbes Jahr verkehrte sie sogar wie die Linien 2 und 3 über Berufsbildungszentrum, da der Abschnitt Doventorsteinweg erst 1965 fertiggestellt wurde. |
| 1971 | Linie 2 Linie 10 | 1971 wurden die Straßenbahnlinien 2 und 10 von der Hansestr. – Utbremer Str. in den Straßenzug Wartburgstr. – St.-Magnus-Str. verlegt, um die für den Autoverkehr wichtige Kreuzung Hansestr. / Utbremer Str. vom Straßenbahnverkehr zu entlasten. Die Verlegung wurde durch ein von Anwohnern betriebenes Gerichtsverfahren verzögert. |

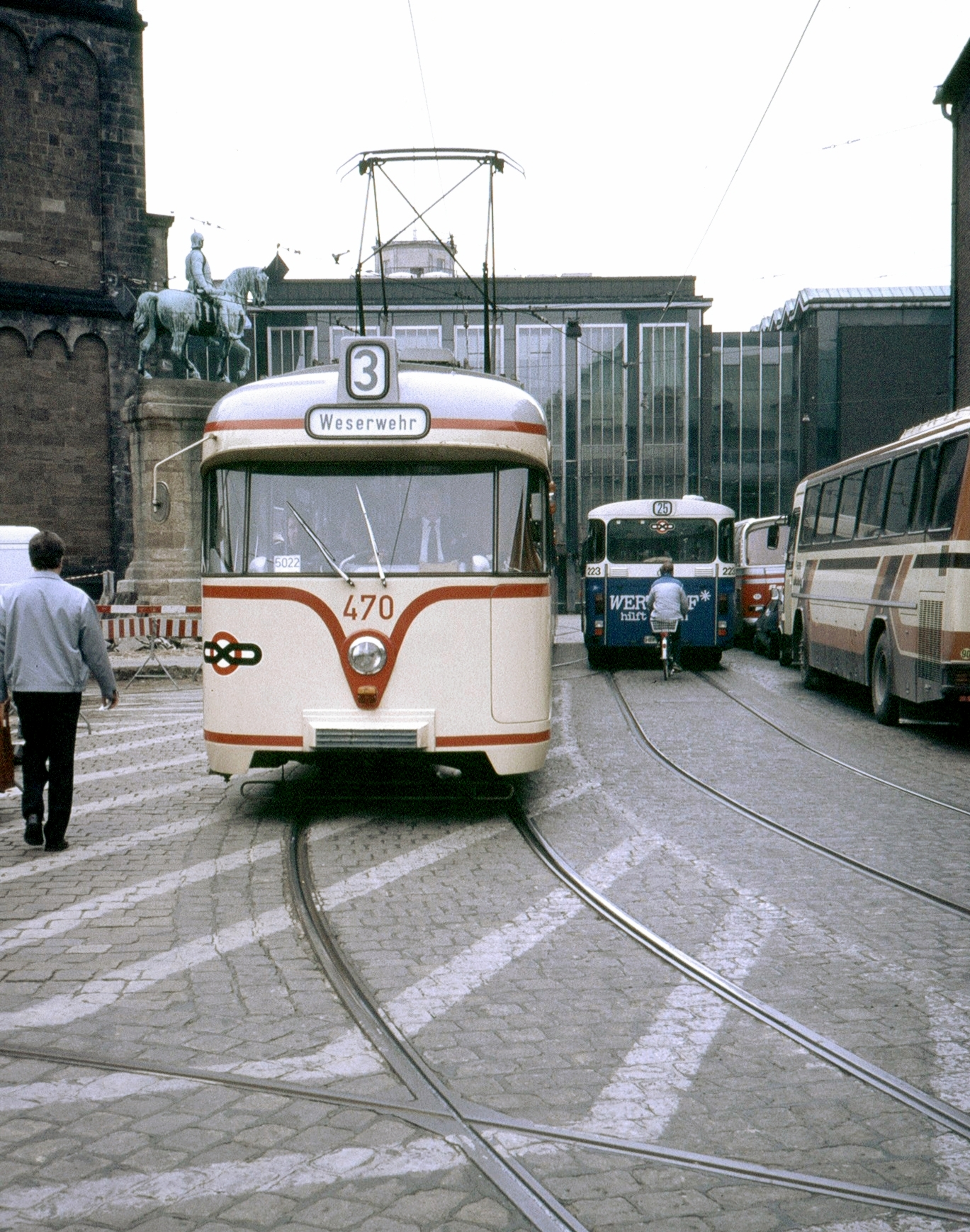
Im April 1987 fuhren letztmals Straßenbahnen über den Domshof, im gleichen Monat wurde die Strecke in die parallele Violenstraße verlegt. Foto: Wagen der Linie 3 in Umleitung wegen Baustelle auf der Domsheide.

Die Linie 10 fuhr ab 1963 bis Georg-Bitter-Straße und Waller Friedhof, 1975 wurde sie bis Sebaldsbrück und Gröpelingen verlängert. Die Strecke durch die Georg-Bitter-Straße und die Wendeschleife am Waller Friedhof bleiben als Betriebsstrecken erhalten.
Die Hauptumsteigestelle wurde 1965 vom Markt zur Domsheide verlegt.
In den 22 Jahren von 1976 bis 1998 blieben das Netz und die Linienführung der Straßenbahn praktisch unverändert. Die einzige relevante Maßnahme war 1987 der Neubau von Gleisen in der Violenstraße bei gleichzeitiger Aufgabe der historischen Linienführung über den Domshof.
| Linie | Streckenabschnitt                                                                  |
| ----- | ---------------------------------------------------------------------------------- |
| 1     | Osterholz – Blockdiek – Vahr – Dobben – Hauptbahnhof – Domsheide – Arsten          |
| 2     | Gröpelingen – Waller Bahnhof – Brill – Domsheide – Ostertorsteinweg – Sebaldsbrück |
| 3     | Gröpelingen – AG Weser – Brill – Domsheide – Ostertorsteinweg – Weserwehr          |
| 5     | Kulenkampffallee – Hauptbahnhof – Domsheide – Flughafen                            |
| 6     | Riensberg – Hauptbahnhof – Brill – Grolland – Huchting                             |
| 10    | Gröpelingen – Waller Bahnhof – Hauptbahnhof – Dobben – Sebaldsbrück                |

### 1998 bis 2015

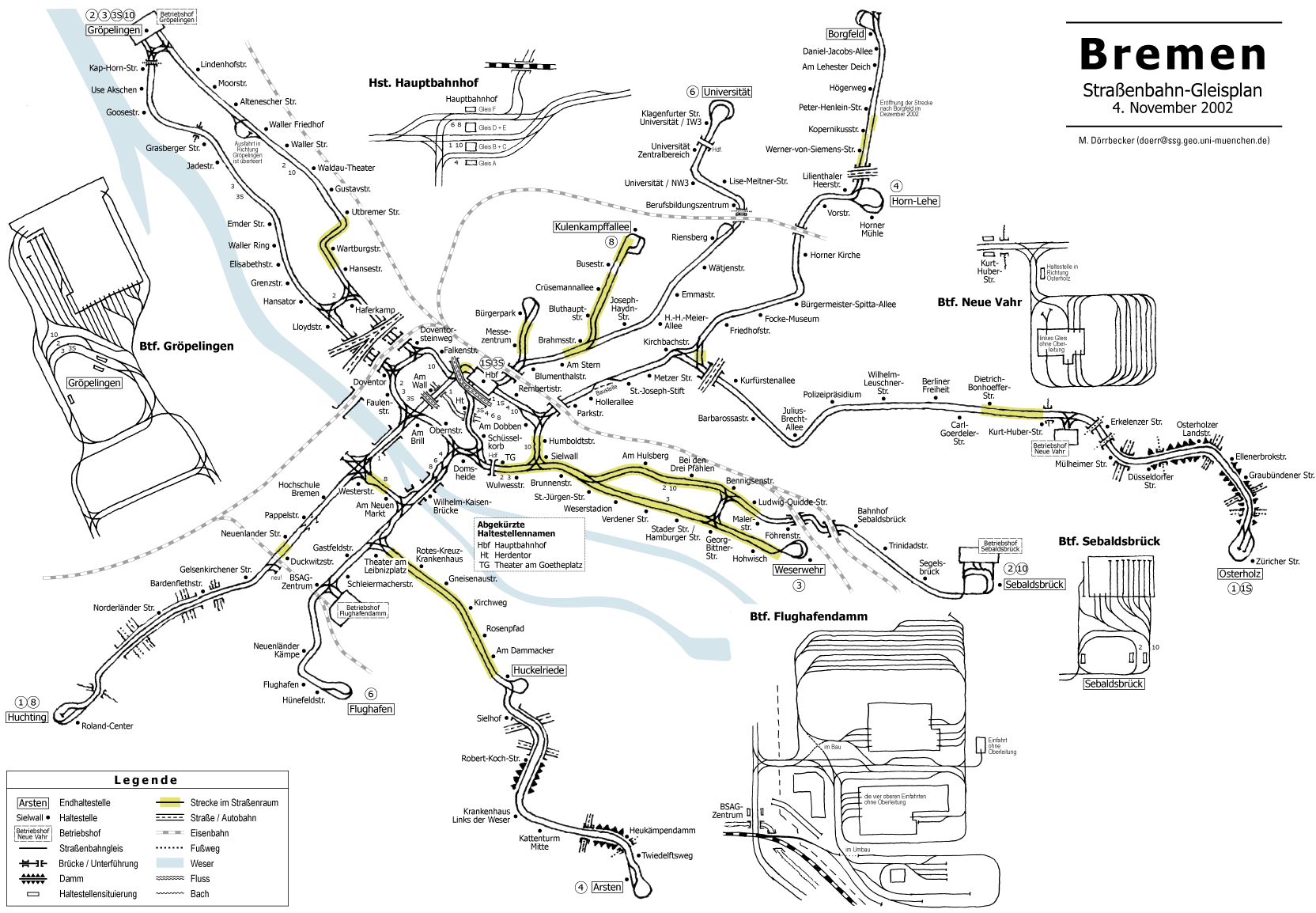
Gleisplan 2002

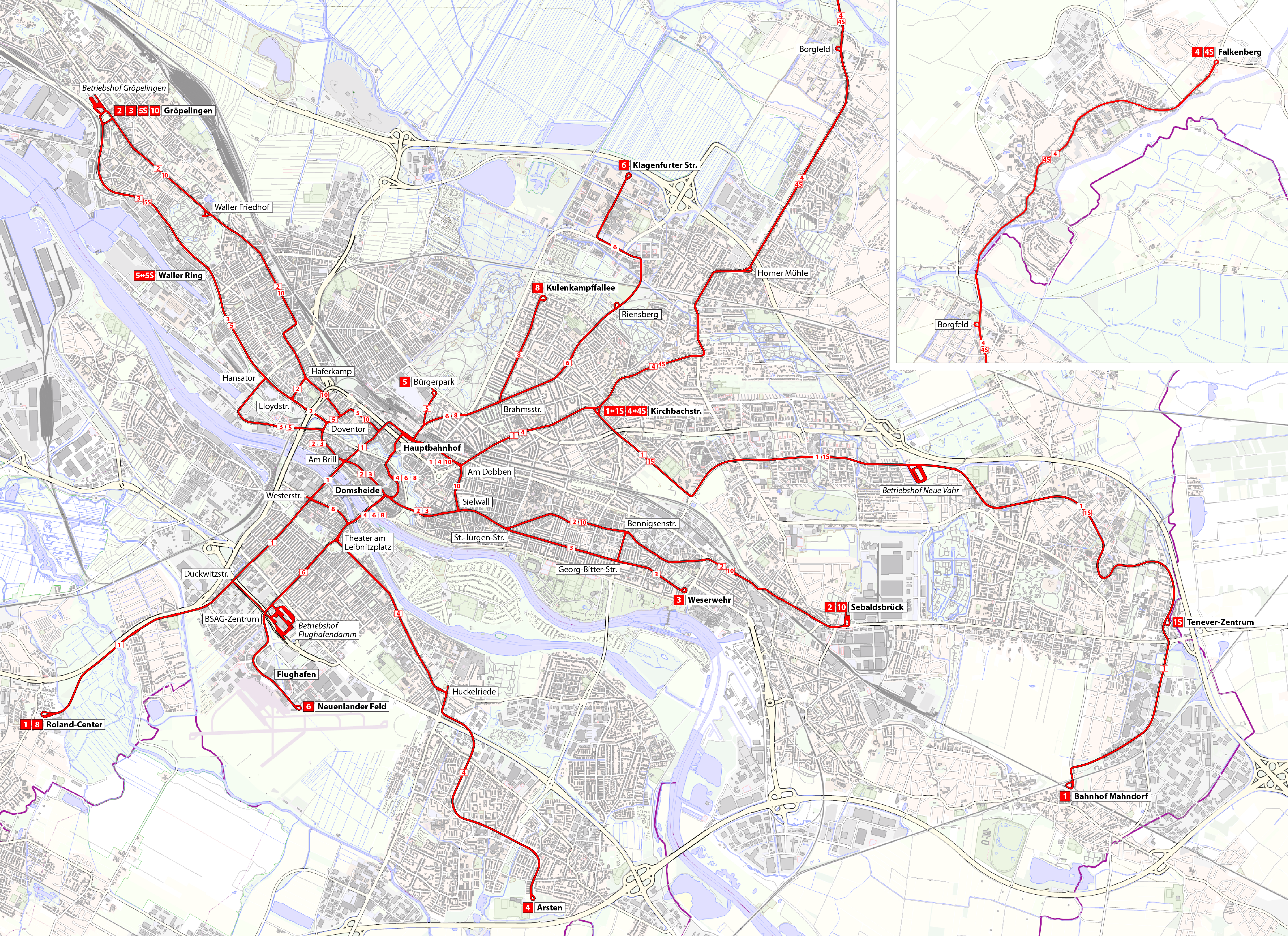
Streckennetz 2019

- Linie 4: Wiedereröffnet am 23. Mai 1998 bis Horn-Lehe (Schleife Horner Mühle).
- Linie 6: Neubau einer Straßenbahnstrecke vom Flughafendamm zum Flughafen (eröffnet am 23. Mai 1998, eine Woche zuvor wurde die alte Strecke der Linie 5 zum Flughafen eingestellt).
- Mit der Wiedereröffnung der Linie 4 wurde das Liniennetz neu geordnet. Die Linie 1 erhielt südlich der Weser den Streckenabschnitt nach Huchting von der Linie 6, die die Strecke zum Flughafen von der Linie 5 übernahm. Die Linie 5 fuhr zunächst von der Kulenkampffallee kommend ab Domsheide nach Huckelriede, wobei der Abschnitt Hauptbahnhof – Kulenkampffallee gemeinsam mit der neuen Linie 8 bedient wurde, die vom Hauptbahnhof weiter nach Huchting fuhr.
- Linie 6: Am 10. Oktober 1998 Verlängerung von Riensberg zur Universität.
- Linie 4: Am 7. Dezember 1998 Verlängerung von Arsten-West (jetzt Heukämpendamm) nach Arsten-Süd (jetzt Arsten).
- Mit der Eröffnung der Verbindung durch die Wester-/Osterstraße am 24. März 2001 tauschten die Linien 5 und 8 ihren Streckenverlauf in der Innenstadt: Die Linie 5 fuhr nun statt über Domsheide über Am Brill, während die Linie 8 statt über Am Brill nun über die Domsheide verkehrte. Da das Fahrgastaufkommen auf dem Südast der Linie 5 gering blieb, fährt seit Winter 2002/03 die Linie 8 alleine zur Kulenkampffallee. Die Linienbezeichnung 5 wurde noch bis 2014 für Verstärkerfahrten der Linie 4 verwendet, die von Arsten kommend bereits in Horn-Lehe statt in Borgfeld enden. Seit dem Fahrplanwechsel am 1. April 2006 verkehrt die Linie 8 nur tagsüber bis nach Huchting. Abends ab ca. 20:30 Uhr enden die Fahrten der Linie 8 von der Kulenkampffallee kommend bereits am Hauptbahnhof. Anschließend fahren die Wagen über Am Brill bis zur Westerstraße und ab hier über Domsheide und Hauptbahnhof zur Kulenkampffallee.
- Linie 4: Am 6. Dezember 2002 erfolgte die Verlängerung auf der Lilienthaler Heerstraße und Borgfelder Heerstraße bis Borgfeld.
- Linie 3: Die neue Trasse durch die Überseestadt, zwischen Hansator und Faulenstraße, parallel zur vorher bestehenden Trasse wurde am 2. Dezember 2006 eröffnet. Das stadteinwärtige Gleis wurde auf einer Strecke von rund 800 Metern als Vierschienengleis errichtet, da hier neben der Straßenbahn auch die Güterzüge zur Firma Kellogg’s im Zweirichtungsbetrieb verkehrten (2019 Produktion eingestellt). Die bisherige Strecke in der Hans-Böckler-Straße blieb als Betriebsstrecke erhalten.
- Linie 1: Verlängerung am 26. März 2012 von Osterholz über Tenever und das Einkaufszentrum Weserpark bis Nußhorn und am 2. April 2013 weiter zum Bahnhof Mahndorf.[52][53]
- Linie 4: Verlängerung am 1. August 2014 über Borgfeld hinaus durch Lilienthal nach Falkenberg. Damit fährt die Bremer Straßenbahn erstmals auch im niedersächsischen Umland der Stadt. Der entsprechende Vertrag zwischen der Stadt Bremen und der Gemeinde Lilienthal wurde 2006 unterzeichnet. Baubeginn war im Mai 2011. Die Eröffnung wurde mehrfach verschoben. Aufgrund der Insolvenz des bauausführenden Generalunternehmens im August 2013 verzögerte sich die Baufortführung.[54] Die Gesamtkosten betragen rund 64 Millionen Euro inklusive der durch die Verzögerung und die Insolvenz verursachten Mehrkosten von 10 Millionen Euro.[55][56]
- Linie 3S: Ab 2. Oktober 2014 Einstellung der Linie 3S wegen Wagenmangels aufgrund des hohen Reparaturaufwands für die Wagen des Typs GT8N. Die Linie 3S blieb auch nach Beseitigung des Wagenmangels dauerhaft eingestellt.

### Seit 2015

#### Neue 5 in die Überseestadt (seit 2019)
Mit dem Fahrplanwechsel am 30. März 2019 wurde die Linie 5 neu eingerichtet. Sie führt auf bestehenden Streckengleisen vom Bürgerpark über die Überseestadt nach Gröpelingen und bindet die Überseestadt sowie die Waterfront direkt an den Hauptbahnhof an. Zwischen Waller Ring und Gröpelingen hält die Linie nur an der Haltestelle Waterfront und wird in dem Abschnitt als 5S bezeichnet.

#### Cityringbahn Linie 11 (nur 2021)
Am 5. Juni 2021 wurde die neue Cityringbahn Linie 11 (offiziell auch plattdeutsch „die Ölf“) befristet bis zum 18. Dezember 2021 eingeführt. Sie fuhr sonnabends tagsüber vom Bürgerpark über Hauptbahnhof, Domsheide, Am Brill, Radio Bremen, Falkenstr. und wieder zum Hbf zurück zum Bürgerpark. Sie wurde kostenlos angeboten und sollte Touristen vom Parkplatz Bürgerweide in die Innenstadt bringen.

## Ausbau

### Netzerweiterungen (im Bau)

#### Verlängerung Linie 1 nach Mittelshuchting
In Huchting ist vom Roland-Center aus die Verlängerung der Linie 1 nach Mittelshuchting (Brüsseler Straße) in Bau. Die Linie soll zum Teil über die Gleise der Bremen-Thedinghauser Eisenbahn (BTE) geführt werden. Der Beirat Huchting lehnte die Verlängerung der Linien 1 und 8 ab, forderte den Erhalt der Buslinien 57 und 58 als innerörtlichen Ringverkehr und wünschte eine Linienführung nach Stuhr über die Kirchhuchtinger Landstraße. Im Juni 2016 erfolgte ein zweiter Planfeststellungsbeschluss. Nach Einigung mit der letzten Klägerin wurde im Dezember 2020 mit dem Bau begonnen.
Die Eröffnung der Linie 1 soll 2026 erfolgen.

#### Verlängerung Linie 8 bis Landesgrenze
In Huchting ist vom Roland-Center aus die Verlängerung der Linie 8 bis Landesgrenze in Richtung Stuhr und Weyhe-Leeste seit November 2024 in Bau. Die Linie soll größtenteils über die Gleise der Bremen-Thedinghauser Eisenbahn (BTE) geführt werden. Ziel ist, die Strecke im Jahr 2027 zu eröffnen.

#### Verlängerung Linie 8 von Landesgrenze nach Weyhe-Leeste
Der Rat der Gemeinde Stuhr gab 2009 für die Linie 8 grünes Licht. Die Fertigstellung der Linie 8 sollte bis Ende 2019 erfolgen. Da aber eine Klage eingereicht wurde, konnte 2017 nicht mit den Bauarbeiten begonnen werden. Seit Januar 2022 liegt für den Abschnitt auf niedersächsischem Boden Baurecht vor. Der Baubeginn war für Ende 2023 geplant und wurde am 4. November offiziell durchgeführt. Die Eröffnung der Strecke ist für Mitte 2027 geplant.

#### Querspange Ost, Verbindung der Linien 1 und 2
Die seit Sommer 2014 geplante 1,9 Kilometer lange Verbindung (Querspange Ost) zwischen den Linien 2 und 10 (Haltestelle: Bennigsenstraße) und der Linie 1 (Haltestelle: Julius-Brecht-Allee) ist seit Dezember 2020 planfestgestellt. Im Januar 2022 wurde offiziell mit dem Bau begonnen. Da die ersten Gleise erst im Sommer 2025 im Kreuzungsbereich Bei den drei Pfählen / Bennigsenstraße verlegt wurden, hat sich die Inbetriebnahme um drei weitere Jahre verschoben und ist nun für Mitte 2028 vorgesehen.

### Netzerweiterungen (Planung)
In der Teilfortschreibung des Verkehrsentwicklungsplans 2025 vom 20. September 2022 sind darüber hinaus folgende Projekte enthalten:

#### Von Sebaldsbrück nach Osterholz
Bereits 2008 war geplant, die Linien 2 und 10 über ihre derzeitige Endhaltestelle Sebaldsbrück zur Osterholzer Landstraße (Linie 2) bzw. zum Daimler-Werk (Linie 10) zu verlängern. Im Februar 2012 erklärte der Verkehrssenator jedoch, dass weitere Planungen zur Verlängerung beider Linien ausgesetzt würden. Im Frühling 2021 wurden die Planungen für die Linie 2 nun als Linie 10 wieder aufgenommen, mit einer weitergehenden Verlängerung über die Osterholzer Heerstraße bis zum Anschluss an die Linie 1. Der Bau dieser Strecke könnte Mitte der 2030er Jahre realisiert werden.

#### Straßenbahnverbindung Malerstr.
Zwischen der heutigen Endstelle Weserwehr und der Haltestelle Malerstraße soll eine Straßenbahnverbindung erstellt werden, damit durch Verlängerung der Linie 3 wieder zwei Straßenbahnlinien zum künftigen S-Bahn-Haltepunkt Föhrenstraße und Richtung Sebaldsbrück verkehren können. Dies soll den Wegfall der Linie 2, die künftig die Querspange Ost bedienen wird, kompensieren.
Das Vorhaben wird in einem gemeinsamen Projekt mit der Verlängerung von Sebaldsbrück nach Osterholz bearbeitet. Das Projekt ist im Dezember 2024 gestartet und erarbeitet bis Frühjahr 2026 eine eingehende Untersuchung auf technische Machbarkeit, Sinnhaftigkeit im ÖPNV-Netz, Wirtschaftlichkeit und Förderfähigkeit. Die Realisierung könnte Mitte der 2030er Jahre erfolgen.

#### Querspange Horn
Um den Betriebsablauf zu stabilisieren, schnellere Verbindungen und dichtere Takte anbieten zu können, ist geplant, eine Querverbindung zwischen den Linien 4 und 6 zu schaffen. Der in Planung befindliche Eisenbahn-Haltepunkt Achterstraße/Technologiepark erhält damit eine bessere Verkehrsanbindung.

#### Von Gröpelingen nach Oslebshausen/Burg
Es ist geplant die stark frequentierten Buslinien und den hohen Straßenverkehr zu entlasten, in dem von der Endstelle Gröpelingen die Straßenbahnstrecke zum Bahnhof Oslebshausen oder ggf. zum Bahnhof Burg verlängert wird.

#### Verlängerung Linie 8 zur Universität
Um die Linie 6 zu entlasten und weitere Teile der Universität an das Straßenbahnnetz anzuschließen, ist geplant, die Linie 8 von ihrem heutigen Ende der Kulenkampffallee zur Universität an das bestehende Netz der Linie 6 anzuschließen. Die Maßnahme ist langfristig geplant.

#### Straßenbahn in der Überseestadt
Diese Maßnahme ist nicht Bestandteil des Verkehrsentwicklungsplans 2025. Ziel ist, die Überseestadt ab der heutigen Haltestelle Europahafen (Linien 3 und 5) bis zur Hafenkante zu erschließen. Eine Machbarkeitsstudie hat zwei Varianten als technisch machbar bewertet, favorisiert wird eine Führung über Hoerneckestraße und eine kombinierte Fuß-, Rad- und Straßenbahnbrücke über den Europahafen. Die andere Alternative ist eine Führung über Konsul-Smidt-Straße. Ab dem Jahr 2026 sollen die Planungen erfolgen, mit einer Inbetriebnahme kann in den frühen 2030er-Jahren gerechnet werden.

## Betriebshöfe

### Aktuelle Betriebshöfe

#### Betriebshof Neustadt
Am Flughafendamm befindet sich ein kombinierter Betriebshof für Busse und Straßenbahnen, der in zwei Etappen 1962 und 1965 in Betrieb genommen wurde. Nur der Bereich der Betriebswerkstatt ist überdacht.
Straßenbahnen, die aus dem Betriebshof Neustadt ausrücken, tragen Kursnummern ab 6001. Einrücken in einen anderen Betriebshof ist möglich.

#### Servicewerkstatt Neustadt
Direkt neben dem Betriebshof Neustadt befindet sich die Servicewerkstatt der Bremer Straßenbahn (früher Hauptwerkstatt). Auf dem Gelände befinden sich auch Einrichtungen der Infrastrukturabteilungen sowie die Betriebsleitstelle. Bis Mitte der 90er Jahre waren die Areale von Betriebshof und Servicewerkstatt durch einen Zaun strikt getrennt.
Die Hauptwerkstatt wurde ab 1959 in Betrieb genommen.

#### Betriebshof Gröpelingen
Seit 1926 besteht in Gröpelingen ein Betriebshof. Dieser wurde im Jahr 1992 mit einer Durchlaufwartungshalle inkl. Dacharbeitsstände für Niederflurwagen ergänzt. Die Wagen wurden in einer Wagenhalle mit 14 Gleisen und einer Freiluft-Abstellanlage abgestellt. Am 13. Januar 2020 rückten letztmals Fahrzeuge aus dem alten Betriebshof aus, und der Betriebshof wurde anschließend abgerissen. Zusammen mit dem Umbau der Umsteigeanlage entstand ein komplett neuer Betriebshof mit einer Halle für die Betriebswerkstatt und einer Freiluft-Abstellanlage. In den neuen Betriebshof rückten am 19. August 2024 erstmals Bahnen ein.
Straßenbahnen, die aus dem Betriebshof Gröpelingen ausrücken, tragen Kursnummern ab 5001. Einrücken in einen anderen Betriebshof ist möglich.

#### Betriebshof Sebaldsbrück
Seit 1926 besteht in Sebaldsbrück ein Betriebshof. Die Fahrzeughalle umfasste ursprünglich zwei Werkstattgleise sowie acht Abstellgleise. Bei einem Umbau im Jahr 2019 wurde in der rechten Hallenhälfte ein Gleis entfernt. Etwa im Jahr 2000 wurde die Betriebswerkstatt nicht mehr genutzt, so dass der Betriebshof Sebaldsbrück als reine Abstellanlage fungierte. Während des Neubaus des Betriebshofs Gröpelingen in der Zeit von Januar 2020 bis August 2024 erfolgte wieder eine Nutzung als Betriebswerkstatt. Seit 2003 ist ein Teil der Wagenhalle Bestandteil des Straßenbahnmuseums „Das Depot“. In Sebaldsbrück sind alle Museumswagen stationiert.
Straßenbahnen, die aus der Wagenhalle Sebaldsbrück ausrücken, tragen Kursnummern ab 4060. Einrücken in einen anderen Betriebshof ist möglich.

#### Betriebshof Neue Vahr
Seit 7. November 1960 besteht am Achterdiek am Rande der Neuen Vahr ein Betriebshof, zunächst nur für Busse. Seit Eröffnung der Linie 1 am 18. Juni 1967 wird der Betriebshof auch für Straßenbahnen genutzt. Nur der Bereich der Betriebswerkstatt ist überdacht.
Straßenbahnen, die aus dem Betriebshof Neue Vahr ausrücken, tragen Kursnummern ab 4001 bis max. 4059. Einrücken in einen anderen Betriebshof ist möglich.

### Frühere Betriebshöfe

#### Betriebshof Haferkamp
Ende der 1890er Jahre eröffnete die Große Bremer Pferdebahn am Haferkamp einen Pferdebahn-Betriebshof, der nach dem Übergang zur Bremer Straßenbahn ab ca. 1900 elektrifiziert wurde. Er war über zwei Betriebsstrecken von der Utbremer Straße bzw. von der Nordstraße angebunden. Im Jahr 1922 wurde er komplett neugebaut. Am 2. Mai 1962 wurde er geschlossen.

#### Betriebshof Hohwisch
Von 1912 bis 1967 existierte an der Hohwisch ein Betriebshof. Nach Schließung wurden auf dem Gelände zwei Abstellgleise angelegt, um Züge der Linie 3 dort abstellen zu können. Diese waren bis 1975 in Betrieb und lagen noch bis in die 90er Jahre. Das Gebäude ist heute noch teilweise vorhanden und wird von einem REWE-Supermarkt genutzt. Einige historische Fotos im Supermarkt weisen auf die frühere Nutzung hin.

#### Betriebshof Horn
1877 entstand an der Horner Heerstraße gegenüber der Kirche ein erstes Pferdebahndepot, das mehrfach umgebaut wurde und ab 1892 elektrische Bahnen beherbergte. Das Depot wurde ab 1967 nicht mehr genutzt und 1969 zugunsten eines Einkaufs- und Ärztezentrums abgebrochen.

#### Betriebshof Huckelriede
Mit Elektrifizierung der Neustädter Linien entstand 1899 ein Betriebshof am Buntentorsteinweg in Höhe Huckelriede. Er wurde im Mai 1965 geschlossen. In den Jahren 1914–16 waren dort auch die Fahrzeuge der gleislosen Bahn untergebracht.

#### Betriebshof Woltmershausen
An der Woltmershauser Straße gegenüber dem Friedhof entstand 1904 ein Straßenbahndepot. Es wurde mit Einstellung der Linie 7 im Mai 1965 aufgegeben.

## Fahrzeuge

### Aktueller Fahrzeugbestand

#### GT8N-2

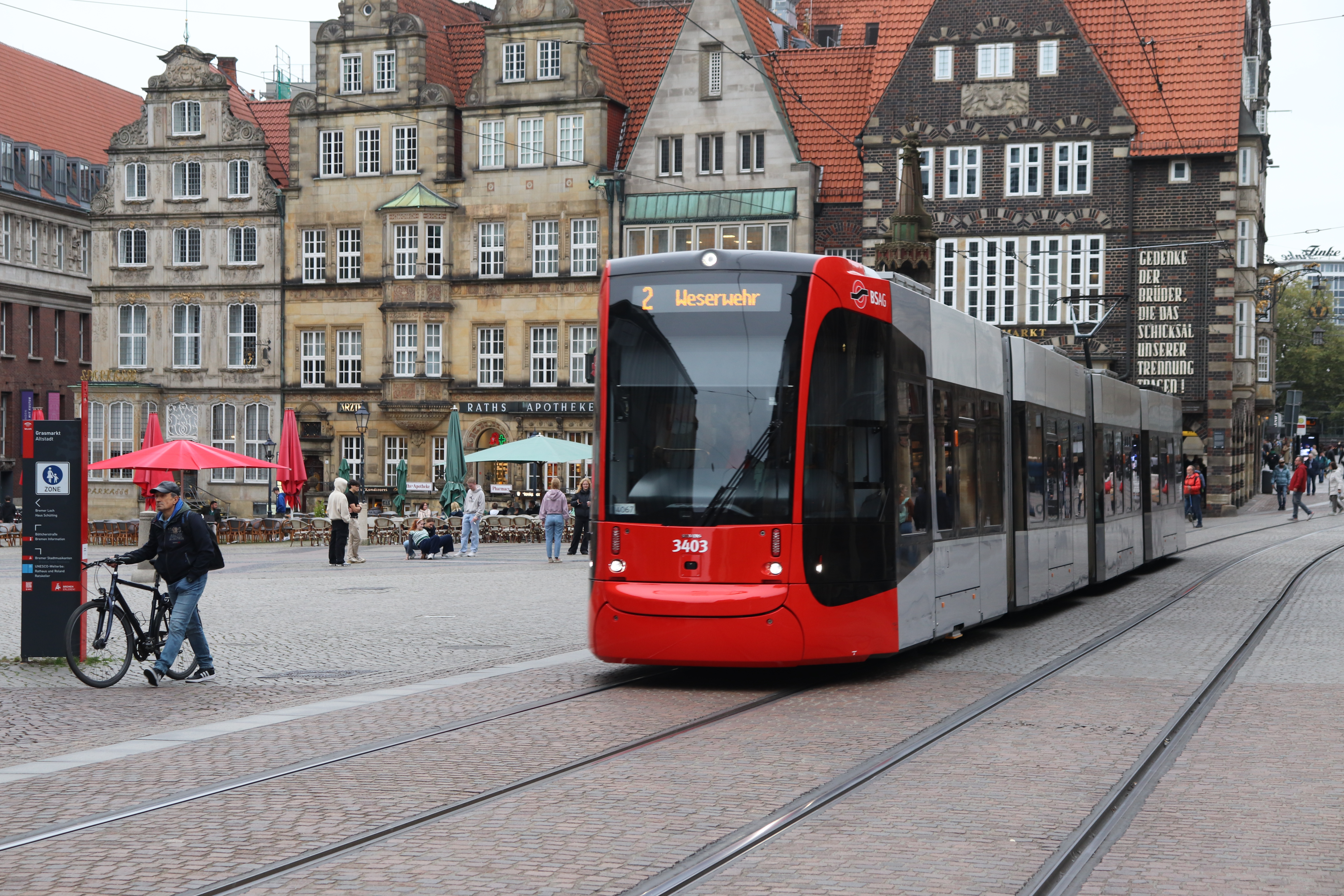
GT8N-2 3403 am Marktplatz (2024)

Zwischen 2020 und 2025 wurden 84 neue Triebwagen des Typs Avenio von Siemens beschafft. Sie ersetzen die GT8N-Züge und erweitern den Fuhrpark.
Das erste Fahrzeug mit der Wagennummer 3202 wurde am 31. März 2020 geliefert. Am 30. September 2020 absolvierte Wagen 3201 die Erstfahrt mit Fahrgästen auf der Linie 6. 2020 wurden 11 Fahrzeuge geliefert. Die Auslieferung der ursprünglich bestellten 77 Fahrzeuge endete Ende 2023, die Inbetriebnahme der sieben Options-Fahrzeuge 3243–3249 erstreckt sich auf die Jahre 2024 und 2025. Die Avenios wurden zuerst ab Oktober 2020 ausschließlich auf der Linie 6 eingesetzt. Im Februar 2021 folgten erste Kurse auf den Linien 1 und 4, im März 2021 vereinzelt auch auf der Linie 8. Seit September 2021 werden die GT8N-2 auf allen Linien eingesetzt.
Die Lieferung der 84 Fahrzeuge teilt sich in zwei Teile. 49 Fahrzeuge werden mit den Wagennummern 3201–3249 geliefert. Dabei werden die Wagen 3201–3229 im Werk in Wien und die Wagen 3230–3249 im serbischen Kragujevac hergestellt. Weitere 35 Fahrzeuge tragen die Wagennummern 3401–3435 und sind neben BOStrab- auch für EBO-Strecken zugelassen. Dies betrifft die Straßenbahnverlängerung der Linien 1 und 8.
Im Juni 2017 wurde der Vertrag für die Lieferung von zunächst 67 Wagen unterzeichnet und im Januar 2018 auf 77 Wagen erhöht. Im Dezember 2021 wurde eine Option für 7 weitere Fahrzeuge eingelöst, um den Fuhrpark für einen Angebotsausbau zu erweitern. Diese Anschaffung folgt einem Beschluss des Bremer Senates von November 2015 zum Kauf von 67 neuen Bahnen zum Preis von 210 Millionen Euro und der Ausschreibung von Januar 2016.

#### GT8N-1

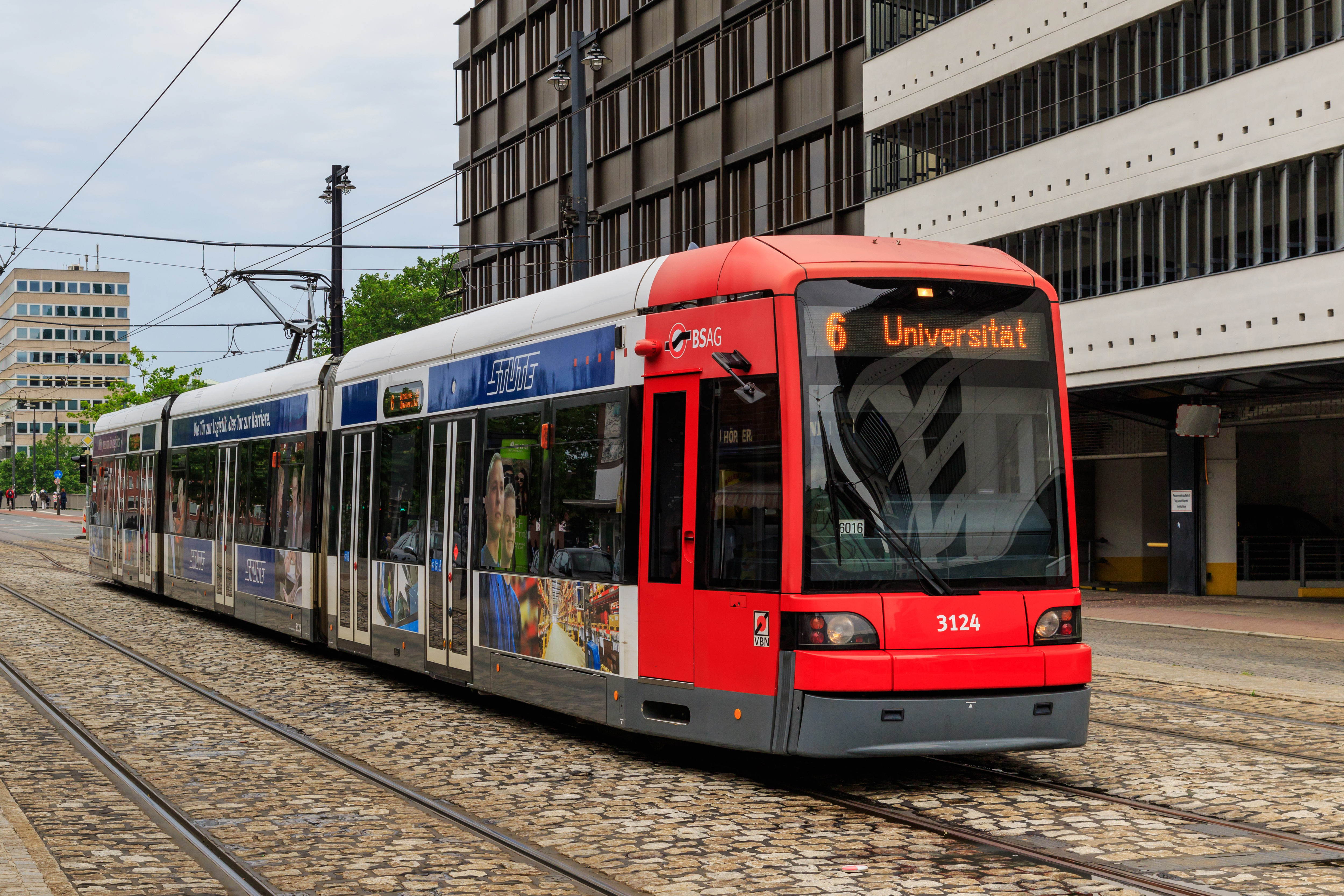
GT8N-1 3124 nahe der Domsheide (2016)

Zwischen Ende 2005 und 2012 wurden 43 neue Triebwagen der Flexity-Familie des Herstellers Bombardier beschafft.
Diese Wagen sind mit 2,65 Meter deutlich breiter als die bisher verwendeten Fahrzeuge (2,30 Meter). Um sie einsetzen zu können, musste der Gleisabstand im gesamten Netz vergrößert werden. Dies wurde bei Um- und Neubauten zuvor bereits berücksichtigt, insbesondere zunächst für den Innenstadtbereich. Die Linie 6 war die erste, die durchgehend von den neuen Fahrzeugen befahren werden konnte, danach auch die Linie 1. Die Linie 3 kam im Oktober 2010 hinzu, nachdem die Gleisbauarbeiten im Bremer Steintor zum Ende der Sommerferien beendet wurden. Seit Herbst 2013 können die Wagen fast im gesamten Netz eingesetzt werden, lediglich auf den Linien 2 und 10 ist dies erst seit Januar 2020 möglich. Außerdem gibt es noch an einigen wenigen Stellen im Netz Begegnungsverbote für Straßenbahnen der Typen GT8N-1 und GT8N-2 untereinander, wie zum Beispiel am Abzweig Brahmsstraße oder auch an der Ausfahrt vom Betriebsgleis Richard-Dunkel-Straße.
Hauptgrund für die Beschaffung breiterer Fahrzeuge war die höhere Fahrgastkapazität bei gleich bleibender Länge der Fahrzeuge. Da diese Fahrzeuge nur noch aus 3 Wagensegmenten bestehen, verkehren in Bremen erstmals Gelenkwagen, die ein Wagensegment weniger als Drehgestelle haben, was den Verschleiß der Spurkränze entscheidend herabsetzt. Die beiden mittleren Drehgestelle befinden sich aber nicht genau unter den Gelenken, sondern unter dem mittleren Wagenkasten, ein Prinzip, das eine größere Wagenlänge bei gleicher Kurvengängigkeit ermöglicht und sich schon seit Jahrzehnten bei Hochflurzügen der Freiburger Straßenbahn (Typ Düwag GT8 Typ Freiburg) bewährt hat. Mit den Bombardier-Zügen erwarb die BSAG zum ersten Mal nach langer Zeit ein Standardschienenfahrzeug, das nicht von Grund auf nach Bremer Bedürfnissen entwickelt wurde.
Auf die durchgehende Niederflurigkeit des Fahrzeuges wurde verzichtet. Die neuen Fahrzeuge bieten einen Niederfluranteil von rund 70 Prozent, jedoch liegen alle Einstiege des Fahrzeuges im niederflurigen Bereich.
Zuerst wurden 34 Fahrzeuge bestellt und bis 2009 ausgeliefert. Darüber hinaus wurde eine Option auf die Beschaffung weiterer neun Fahrzeuge eingelöst. 2010 wurde der erste Wagen der optionalen Serie angeliefert. Wegen eines Hochwasserschadens im Bombardier-Werk in Bautzen konnten die restlichen acht Fahrzeuge erst 2012 ausgeliefert werden.

### Ehemalige und historische Fahrzeuge

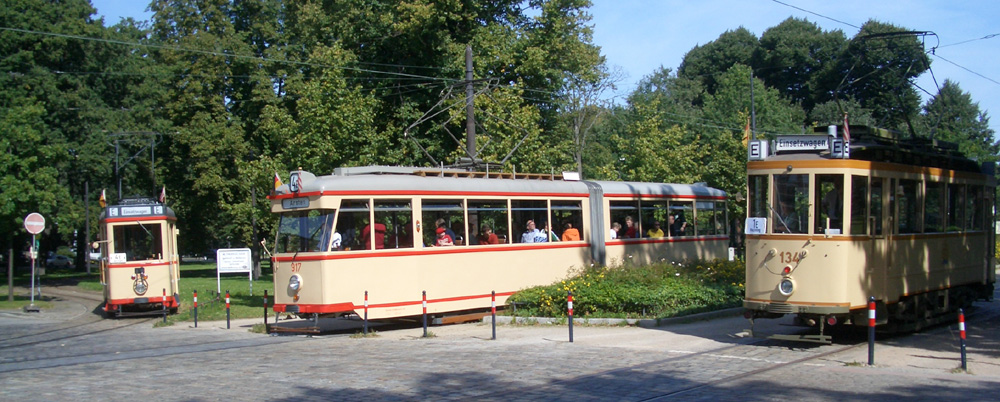
Historische Straßenbahnen der BSAG, von links nach rechts: Zweiachser von 1947, dreiachsiger Gelenkwagen von 1957, Zweiachser von 1904 (Foto von 2005)

Neben den Fahrzeugen des Betriebsbestandes sind auch Museumsfahrzeuge vorhanden. Viele dieser Fahrzeuge sind betriebsfähig und für den Fahrgastverkehr zugelassen und werden zu besonderen Anlässen oder für Stadtrundfahrten eingesetzt. Die Museumsfahrzeuge pflegt und betreibt der Verein Freunde der Bremer Straßenbahn e. V. und sind Bestandteil des Straßenbahnmuseums „Das Depot“.

#### Zweiachsige Wagen aus der Vorkriegszeit

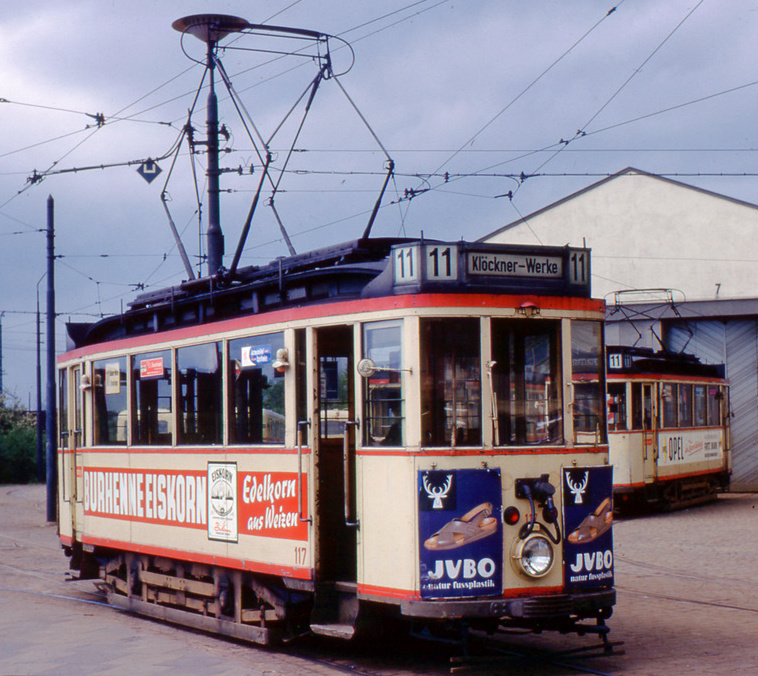
Zweiachsiger Triebwagen 117 vor dem Depot in Gröpelingen (1963)

Im Museumsbestand befinden sich aus dieser Kategorie zwei Triebwagen, dies sind die Triebwagen 49 und 134.
Die Triebwagen 49 und 134 entstammen dabei einer Serie von insgesamt 147 Triebwagen, die bei der Bremer Straßenbahn von 1900 bis 1907 gefertigt wurden. Der Triebwagen 49 (Spitzname: „Molly“) wurde 1900 gebaut und nach letzten Einsätzen als Reklamewagen 1956 abgestellt. Das Fahrzeug wurde 1962 weitgehend in seinen Ursprungszustand zurückversetzt. 1992 erfolgte noch eine Überarbeitung des Fahrzeuges in den heutigen Zustand mit Scherenstromabnehmer. Das Fahrzeug ist betriebsfähig, jedoch nicht für den Fahrgastbetrieb zugelassen.
Der Triebwagen 134 wurde 1904 gebaut und bis 1954 im Liniendienst eingesetzt, danach diente das Fahrzeug bis 1974 unter der Bezeichnung LW1 als Fahrschulwagen und zuletzt bis zu seiner Abstellung von 1979 als Rangiertriebwagen. Der Triebwagen wurde von 1991 bis 1992 durch die Rostocker Verkehrsbetriebe restauriert und in den Zustand von 1939 zurückversetzt. Seitdem gehört dieses Fahrzeug zu den betriebsfähigen Museumswagen.

#### Zweiachsige Wagen aus der Nachkriegszeit
Die ersten neuen Straßenbahnfahrzeuge nach Kriegsende wurden von der »Bremer Maschinenbau und Dockbetrieb GmbH« gebaut. Diese war von der AG Weser 1946 gegründet worden, weil die Alliierten damals den Schiffbau verboten hatten. Von 1947 bis 1949 entstand nach dem Vorbild der Lindner-Triebwagen von 1940/41 eine Serie von 25 Zweiachstriebwagen (Nr. 700 – 724) mit dazu gehörenden Beiwagen (Nr. 1700 – 1724). Es wurden auch nicht zerstörte Wagenteile von Vorkriegseinheiten mit verwendet.

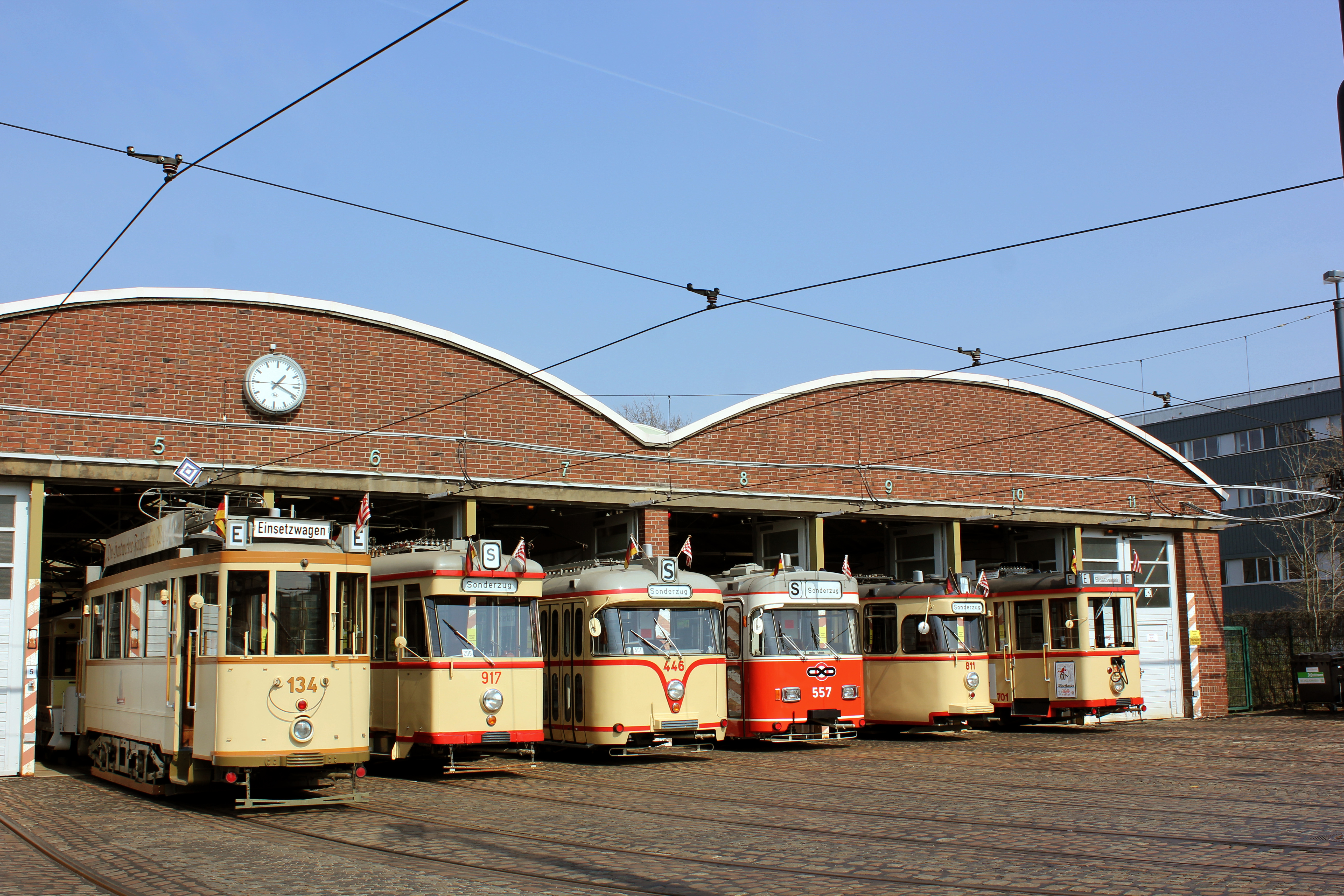
Museumswagen bei der Bremer Straßenbahn

Drei Trieb- und fünf Beiwagen wurden bereits 1956 zerlegt, wobei Teile für die damals neugebauten dreiachsigen Wagen verwendet wurden. Zwei Triebwagen wurden zu Beiwagen umgebaut, einer zum Schienenschleifwagen. 1965 erfolgte der Umbau für den schaffnerlosen Betrieb. 1970 waren noch 14 Triebwagen vorhanden, die in 886–899 umnummeriert wurden, danach aber kaum noch oder gar nicht mehr eingesetzt wurden. Drei Wagen wurden ab 1977 an das Hannoversche Straßenbahn-Museum abgegeben und dort bis 2003 verschrottet.
In Bremen blieben zwei der 25 Triebwagen erhalten:
- Triebwagen 701, Baujahr 1948, stand bis 1970 im Liniendienst, diente danach als Rangiertriebwagen und wurde 1985 als nicht betriebsfähiges Museumsfahrzeug abgestellt. Im Zeitraum von 1991 bis 2001 wurde der Wagen durch die Freunde der Bremer Straßenbahn e. V. und die BSAG aufgearbeitet und zählt seitdem auch zu den betriebsfähigen Museumsfahrzeugen.[86]
- Triebwagen 722, Baujahr 1949, wurde bis 1969 im Linienbetrieb eingesetzt, danach zum Schienenschleifwagen SS1 umgebaut und als solcher bis 1998 eingesetzt. Nachdem er einige Ersatzteile für die Aufarbeitung des Triebwagens 701 gespendet hat, wird er derzeit zum Beiwagen 1727 aufgearbeitet. Die Nummer schließt an die Nummern der beiden anderen zu Beiwagen umgebauten Triebwagen dieser Serie 1725 und 1726 an. Geplant ist ein Einsatz dann hinter den Triebwagen 701 und 134.[87]

Von den ursprünglich eingesetzten zweiachsigen Beiwagen verschiedener Bauart wurden ab 1963 dreißig für den schaffnerlosen Einrichtungsbetrieb umgebaut und hinter GT4-Triebwagen eingesetzt. Ab 1970 trugen sie die Nummern 951 bis 980. Die Linien 6 und 10 verkehrten damals grundsätzlich in dieser Form, gelegentlich wurden sie auch auf den Linien 3 und 5 eingesetzt. 1977 wurden alle diese Beiwagen ausgemustert und verschrottet.

#### Großraum-Wagen Bauart „Linke und Hofmann“, vierachsig
Die ersten fünf Großraum-Triebwagen mit der Typenbezeichnung T4a und den Wagennummern 801–805 mit ihren zugehörigen Beiwagen 1801–1805 wurden 1952 bei Linke und Hofmann in Salzgitter gebaut. Seit 1953 wurden sie in Bremen eingesetzt, zunächst nur auf der Linie 2. Aufgrund der Materialknappheit wurden aufgearbeitete Gebrauchtmotoren eingebaut. Die Technik war noch nicht ganz ausgereift, es gab einige konstruktive Mängel, bereits nach einer Einsatzwoche versagten erstmals die Bremsen, was keinen nennenswerten Schaden verursachte.
Die T4a fuhren zuletzt nur noch auf der Linie 5 und wurden 1977 verschrottet.

#### Großraum-Wagen Bauart „Hansa“, vierachsig

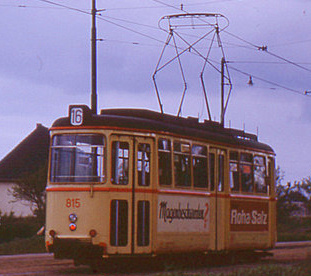
T4b-Tw 815 auf der Linie 16 am Riensberg (1963)

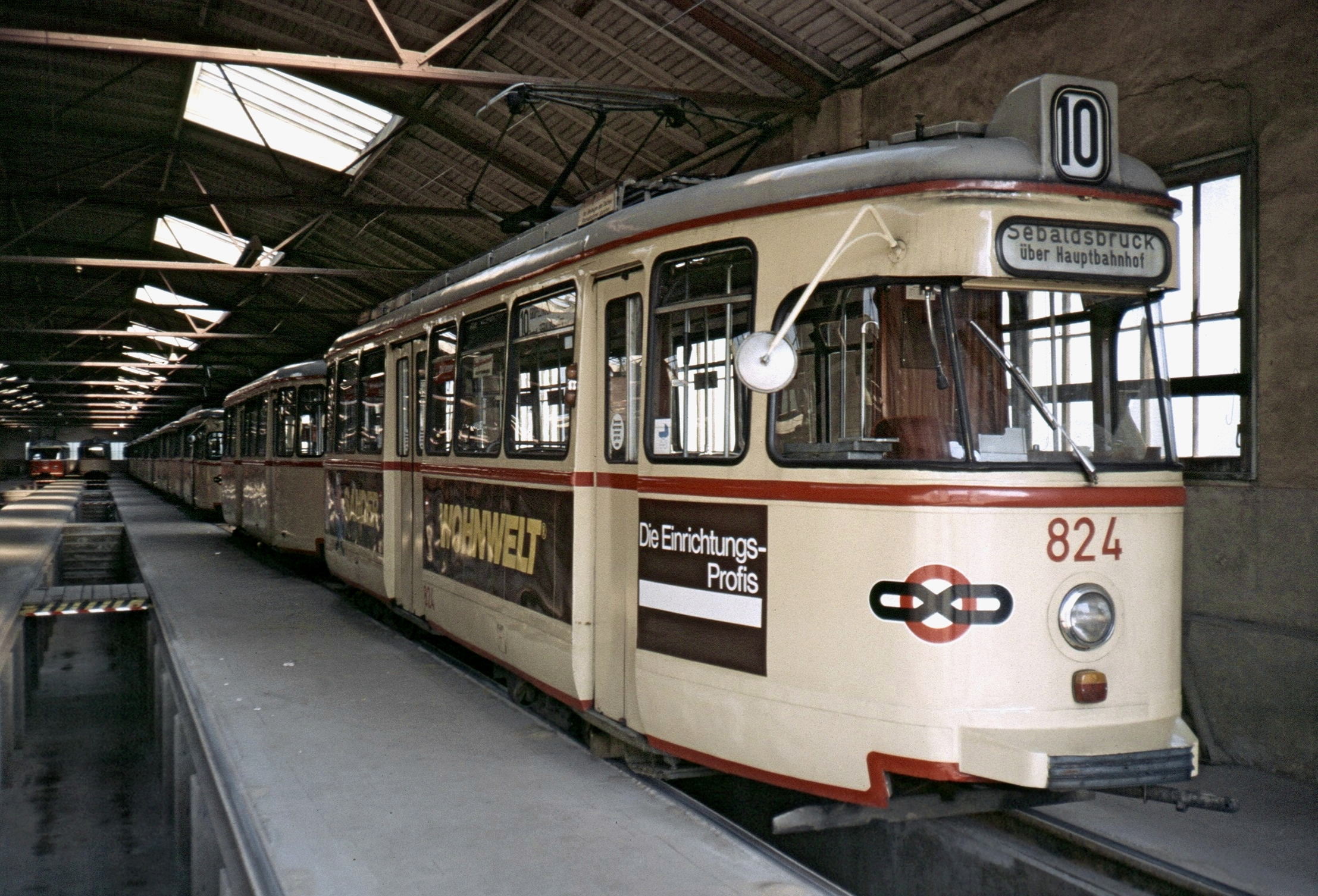
T4b-Tw 824 im Betriebshof Sebaldsbrück (1986)

Ab 1954 wurden von Hansa-Waggon in Bremen und der Maschinenfabrik Esslingen unter der Typenbezeichnung T4b die Triebwagen 806–827 mit ihren Beiwagen 1806–1825 gebaut. Sie waren eine konstruktive Weiterentwicklung der T4a und hatten wesentlich bessere Fahreigenschaften.
Die Großraumwagen sind deutlich länger als alle anderen in Bremen eingesetzten Wagen ohne Gelenk. Damit sie in den Kurven nicht zu weit zur Seite ausschwenkten, wurden die Wagenkästen an beiden Enden schmaler gebaut, wodurch sich ihre charakteristische runde, zigarrenähnliche Form ergab. Auf der Strecke über den Schüsselkorb waren die Wagen vor Umbau der dortigen engen Kurve nicht einsetzbar.
Die T4b wurden in den 1970er Jahren schwerpunktmäßig auf der Linie 3 eingesetzt. In den 1980er Jahren wurden es kontinuierlich weniger Wagen, der Einsatz erfolgte jetzt ausschließlich auf der Linie 10. 1989 existierten noch fünf Großraumwagen; die letzten Einsätze im Liniendienst waren am 30. März 1990. Damit waren Wagen dieses Typs 36 Jahre im Einsatz gewesen.
Die Triebwagen 811 und 827 sowie die Beiwagen 1806 und 1815 sind als Museumsfahrzeuge erhalten. Dabei ist der Zug 811/1806 im Gegensatz zum Zug 827/1815 betriebsfähig.

#### Dreiachsiger Gelenkwagen GT3 „Ackerwagen“

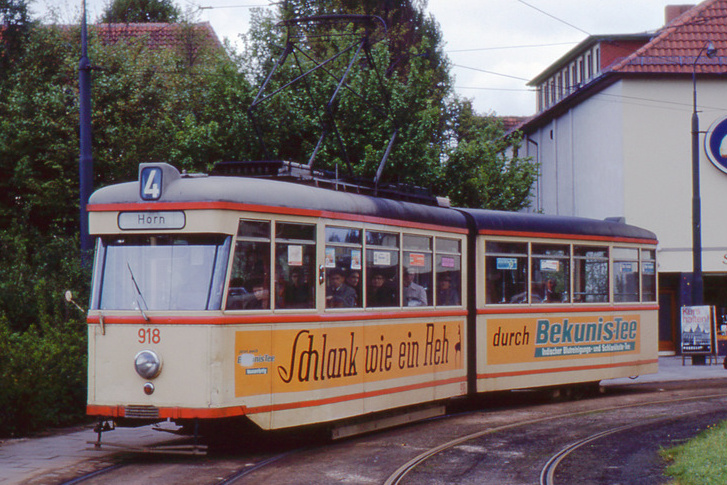
GT3-Tw 918 an der Endstelle Arsterdamm (1963)

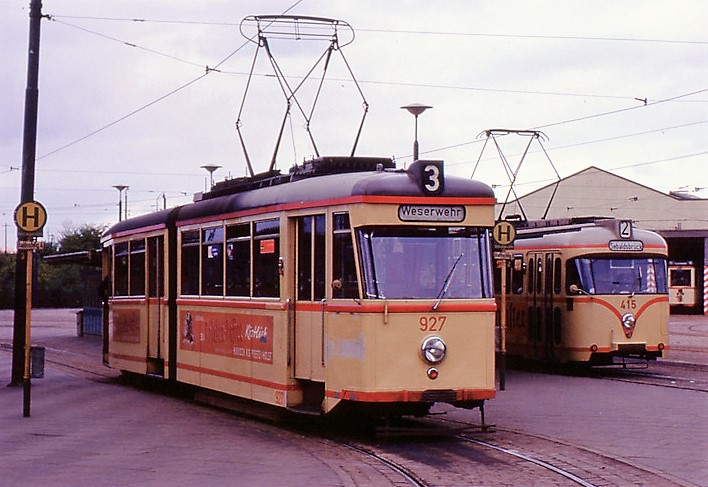
GT3-Tw 927 an der Endstelle Gröpelingen (1963)

Bei diesem wohl einmaligen Fahrzeugtyp handelt es sich im Prinzip um einen zweiachsigen Wagen, der über ein Gelenk mit einem einachsigen Nachläufer verbunden ist. Dieses Konstruktionsprinzip führte zu einer etwas ruckartigen und lauten Fahrweise, die den neuen Wagen rasch den liebevoll-spöttischen Spitznamen „Ackerwagen“ einbrachte. Gewählt wurde diese Bauweise zum einen, um Teile bereits bestellter, jedoch noch nicht fertiggestellter zweiachsiger Triebwagen zu verwenden, und zum anderen, um weniger Personal einsetzen zu müssen. Ein Zug aus einem Triebwagen und einem Beiwagen dieses Typs konnte etwa soviel Fahrgäste befördern wie ein Zweiachser-Zug aus einem Triebwagen und zwei Beiwagen, benötigte jedoch einen Schaffner weniger. Sie waren mit automatischen, beim Öffnen und Schließen ratternden Schiebetüren ausgestattet und auf Fahrgastfluss ausgelegt: hinten beim Schaffnersitz einsteigen, vorn aussteigen. Die Sitzbänke waren aus Pressholz, der Fußboden aus Lattenholz.
Es wurden von 1955 bis 1958 insgesamt 28 Triebwagen 901–928 und die zugehörigen Beiwagen 1901–1928 hergestellt. Die Züge waren im Vergleich zu den unmittelbar vorher beschafften Großraumzügen in der Anschaffung wesentlich preiswerter und konnten geringfügig mehr Fahrgäste aufnehmen.
Die Wagen wurden bis 1967 überwiegend auf der Linie 4 (Arsterdamm – Horn) eingesetzt. Darüber hinaus liefen sie bis zur Beschaffung neuerer GT4-Wagen auch auf der Linie 2, danach auf der Linie 3. Die Linie 4 wurde 1967 zum Domshof verkürzt und seitdem nur noch mit einzelnen GT3-Triebwagen ohne GB3-Beiwagen bedient. Längere Züge hätten nicht in die Wendestelle gepasst und wurden aufgrund parallel eingerichteter Buslinien auch nicht mehr benötigt. Die Züge mit Beiwagen wurden danach im Linienbetrieb auf den Linien 3 und 5 oder als E-Wagen in der Hauptverkehrszeit, insbesondere auf der Linie 1E eingesetzt.
1969 wurden die ersten beiden GT3-Triebwagen nach Unfällen verschrottet. Aufgrund des gesunkenen Bedarfs an Beiwagen wurden 1969 zehn Beiwagen ausgemustert und verschrottet. Mit nur zwölf Jahren war die Einsatzdauer dieser Beiwagen ungewöhnlich kurz.
1970 wurden die Triebwagen in 831–856 und die Beiwagen in 931–948 umnummeriert. Inzwischen waren die Wagen aller anderen Straßenbahntypen für schaffnerlosen Betrieb umgebaut worden. Auch acht GT3-Triebwagen wurden für den Einsatz auf der Linie 4 umgebaut. Die übrigen GT3-Triebwagen sowie alle GB3-Beiwagen behielten jedoch ihre Schaffnerplätze, da ein Umbau nicht mehr lohnend erschien.
Am 29. April 1972 war der Wagen 850 (ex 922) der letzte Straßenbahnwagen der alten Linie 4 in Horn. Mit der vollständigen Einstellung dieser Linie endete auch der planmäßige Einsatz der GT3-Fahrzeuge. Danach gab es nur noch E-Wagen-Einsätze. Diese wurden rasch seltener, da für jeden Einsatz eines GT3-Zuges zwei zusätzliche Mitarbeiter als Schaffner benötigt wurden. Eine Abschiedsfahrt gab es nicht; das Datum des letzten Einsatzes ist unbekannt, auf jeden Fall spätestens 1977. Die letzten GB3-Beiwagen wurden wahrscheinlich 1980 verschrottet.
Drei GT3-Triebwagen wurden von 1977 bis 1981 zu Arbeitstriebwagen umgebaut. Dabei verloren sie ihre charakteristische Merkmale, insbesondere ihr Gelenk und den einachsigen Nachläufer, die durch einen zweiten Führerstand ersetzt wurden. Ihre Typenbezeichnung wurden von GT3 (dreiachsiger Gelenktriebwagen) in T2 (zweiachsiger Triebwagen) geändert. Ein Wagen war als AT4 bis 2016, ein weiterer als AT5 bis 2020 im Bestand. AT6 ist auch heute noch im Einsatz.
Der Triebwagen 917 (1970 umnummeriert in 846) ist der einzige heute noch existierende GT3-Wagen. Mit ihm wurde 1960 die Große Weserbrücke (heute Wilhelm-Kaisen-Brücke) eröffnet. Um 1970 wurden der Schaffnerplatz ausgebaut und neben der hinteren Tür Druckknöpfe zum Selbstöffnen für einsteigende Fahrgäste angebracht. Er gehörte bis 1972 zu den letzten Wagen der alten Linie 4. Von 1977 bis 1980 war er als Bremens erster Partywagen im Einsatz. Danach wurde er in Sebaldsbrück als nicht betriebsfähig abgestellt. Ab 2001 wurde er aufwändig restauriert und in den ursprünglichen Zustand der 1950er Jahre zurückversetzt. Der Wagenkasten, die Inneneinrichtung, das Fahrgestell und die Motoren sowie die gesamte Elektrik wurden gründlich überholt. Da teilweise technische Unterlagen fehlten, wurde bei der Restauration improvisiert oder anhand von Fotos rekonstruiert, wie z. B. der Schaffnerplatz. Seit 2002, pünktlich zur Verlängerung der Straßenbahnlinie 4 nach Borgfeld, ist der Wagen 917 ein betriebsfähiges Museumsfahrzeug.

#### Kurzgelenkwagen Typ „Bremen“ (GT4,GT4a-c und GB4,GB4a und GB4c)

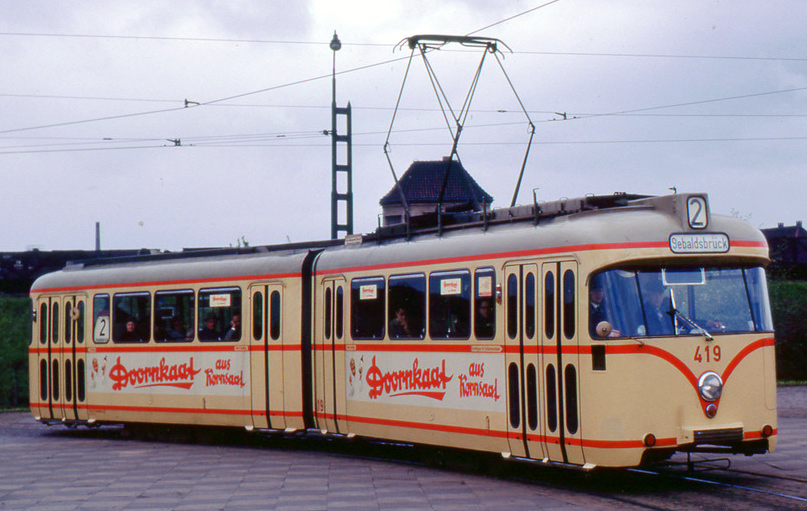
GT4a-Tw 419 an der Endstelle Gröpelingen (1963)
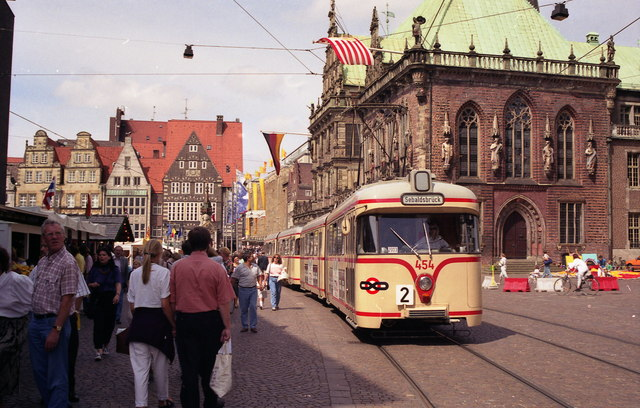
GT4c-Tw 454 mit Beiwagen am Bremer Marktplatz (1991)
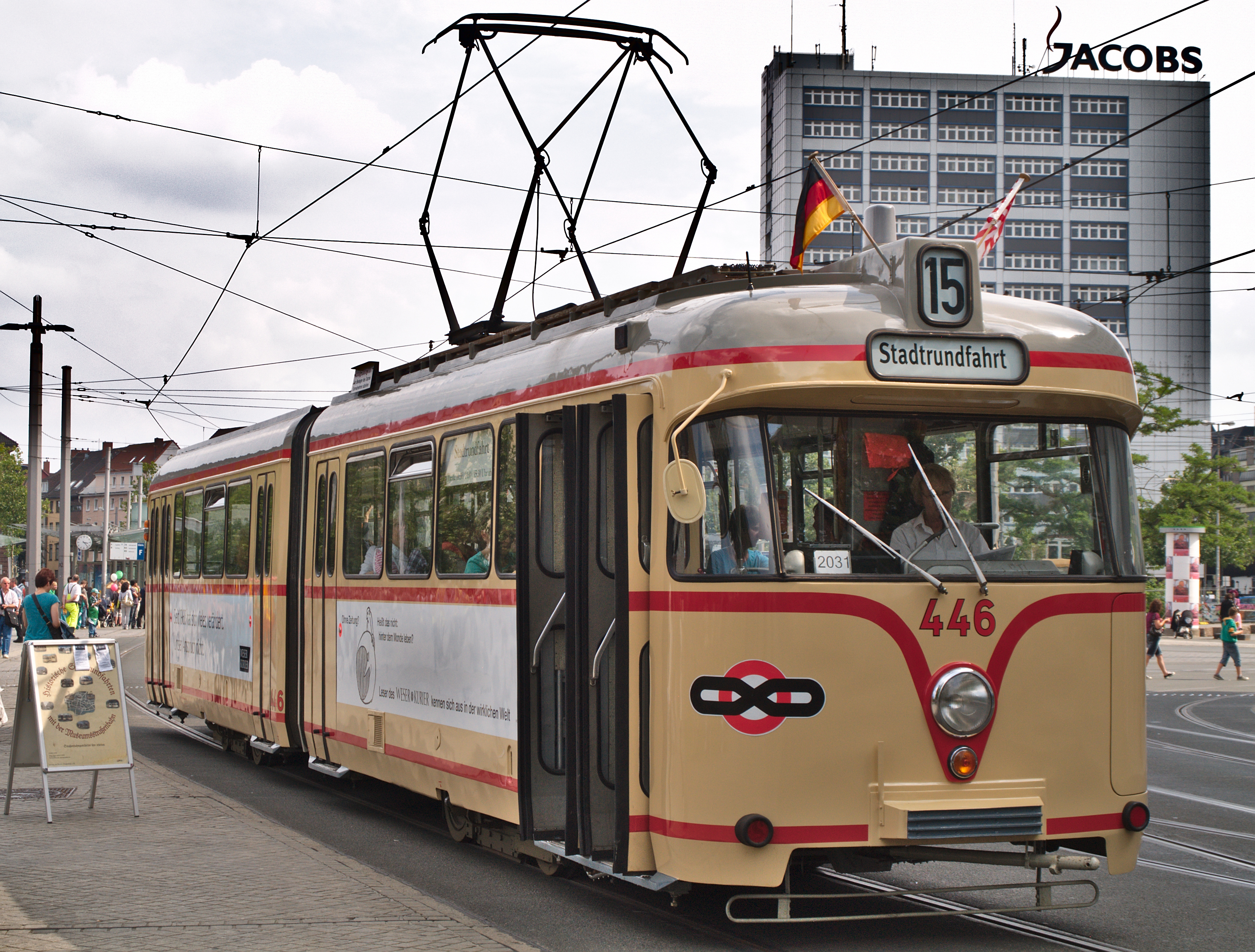
GT4c-Tw 446 als Stadtrundfahrt am Hauptbahnhof (2010)

Diese Fahrzeuge wurden von 1959 bis 1968 von Hansa Waggonbau in Bremen gebaut. Eine Weiterentwicklung auf Basis des GT4, gebaut in der Waggonfabrik Josef Rathgeber, wurde in München als Baureihe P2 bzw. P3 in Betrieb genommen.
Es gab folgende Typen: GT4 (Prototyp, Wagennummer 401) Baujahr 1959, GT4a (Wagennummern 402–419) Baujahr 1961/62, GT4b (Wagennummern 420–444) Baujahr 1963 sowie GT4c (Wagennummern 445–474) Baujahr 1967. 1982 wurden fünf Straßenbahnzüge (Wagennummern Tw 80–84, Bw 218–222) gleichen Typs von der eingestellten Straßenbahn Bremerhaven übernommen. Diese erhielten in Bremen die Wagennummern 475–479 bzw. die Beiwagen-Nummern 644–648.
Die Fahrzeuge wurden in Bremen bis in die 1990er Jahre im Linienbetrieb eingesetzt. Anschließend wurden 42 Triebwagen und 39 Beiwagen an die Straßenbahn Timișoara in Rumänien abgegeben, ca. 15 von ihnen sind dort bis heute mit den alten Betriebsnummern und neuer Lackierung im Einsatz. Triebwagen 460 wurde von 1997 bis 2021 unter der Nummer 3985 als Schienenschleifwagen eingesetzt, er wurde Anfang 2022 verschrottet.
In Bremen sind die Wagen 402, 442, 445 und 446 verblieben. Wagen 402 war von 1974 bis 2009 als Fahrschulwagen eingesetzt. 442 war ab 1980 als Partywagen unterwegs, 446 ab 1994 als „Kinderbahn“. Als betriebsfähiger Museumszug sind Triebwagen (Tw) 446 und Beiwagen (Bw) 1458 erhalten. Tw 445 diente zwischen 1999 und 2000 als „Kultourbahn“. Tw 445 wurde 2009 abgestellt und Tw 446 als neuer Museumstriebwagen auserkoren.

#### GT4d-f und GB4d-f (Kurzgelenkwagen Wegmann)

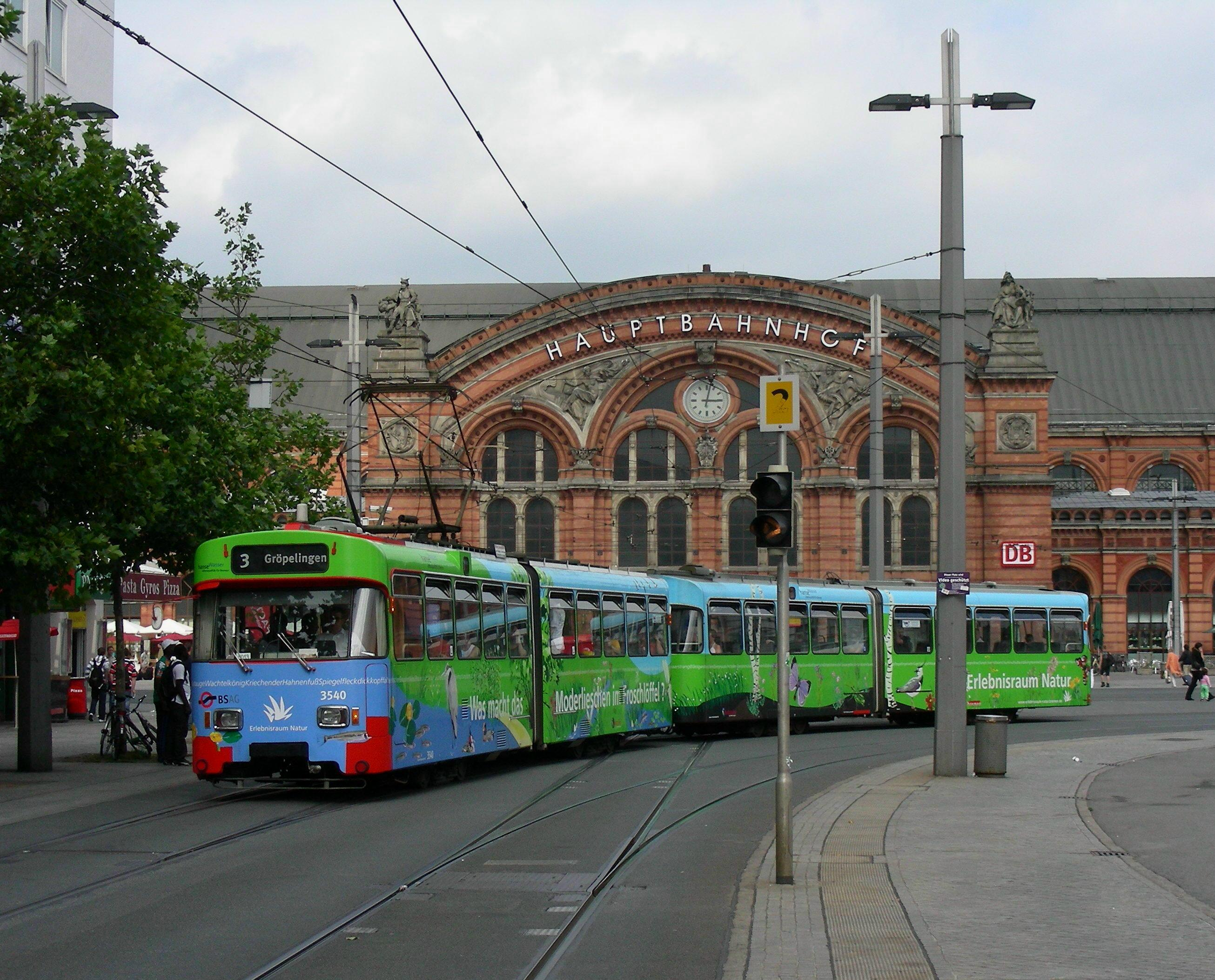
Straßenbahnzug aus GT4f und GB4f am Bremer Hauptbahnhof (Triebwagen 3540 mit Beiwagen 3740)
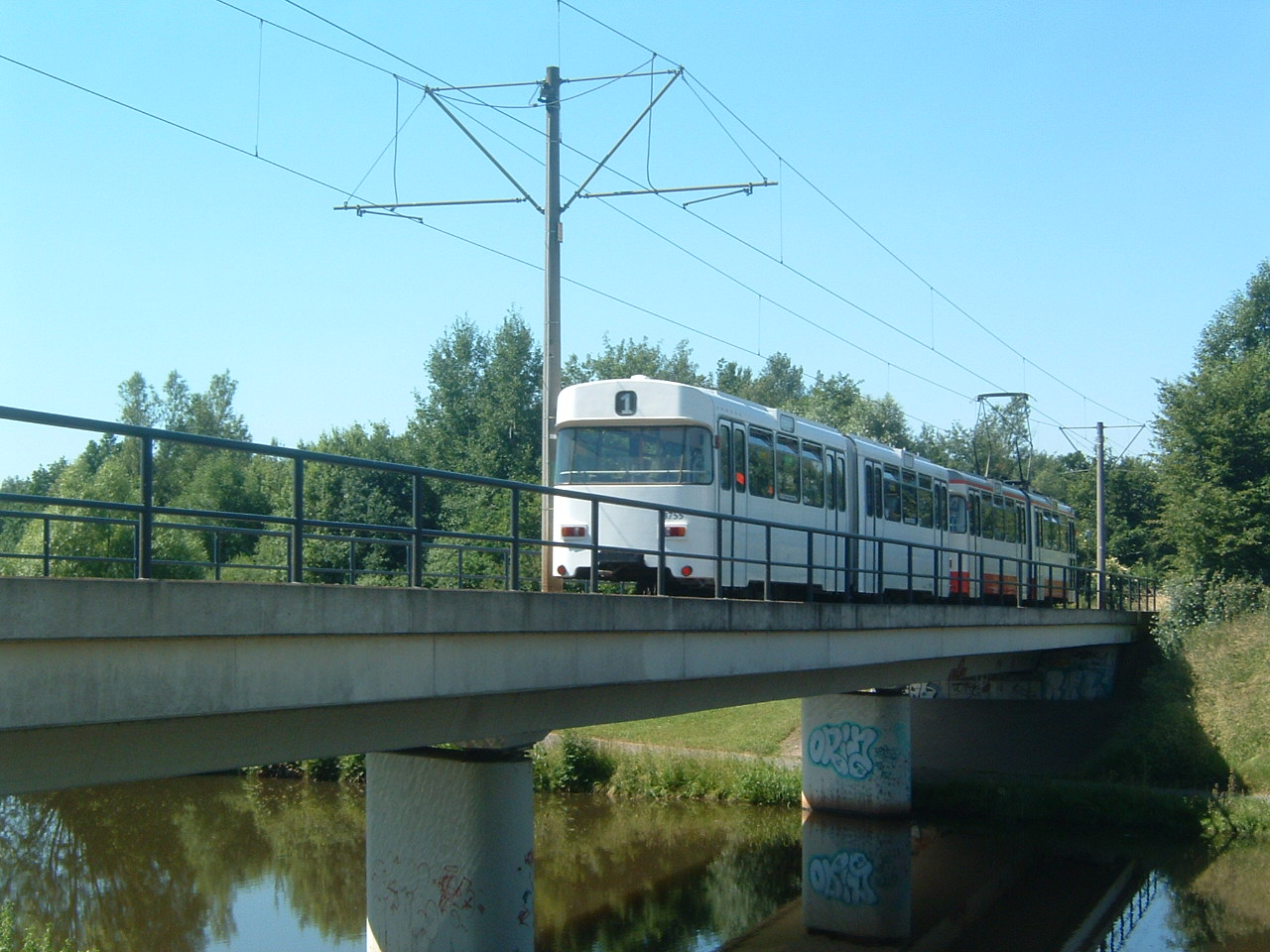
Hochflurzug der BSAG aus Kurzgelenkwagen jüngeren Typs (Triebwagen GT4f und Beiwagen GB4f)
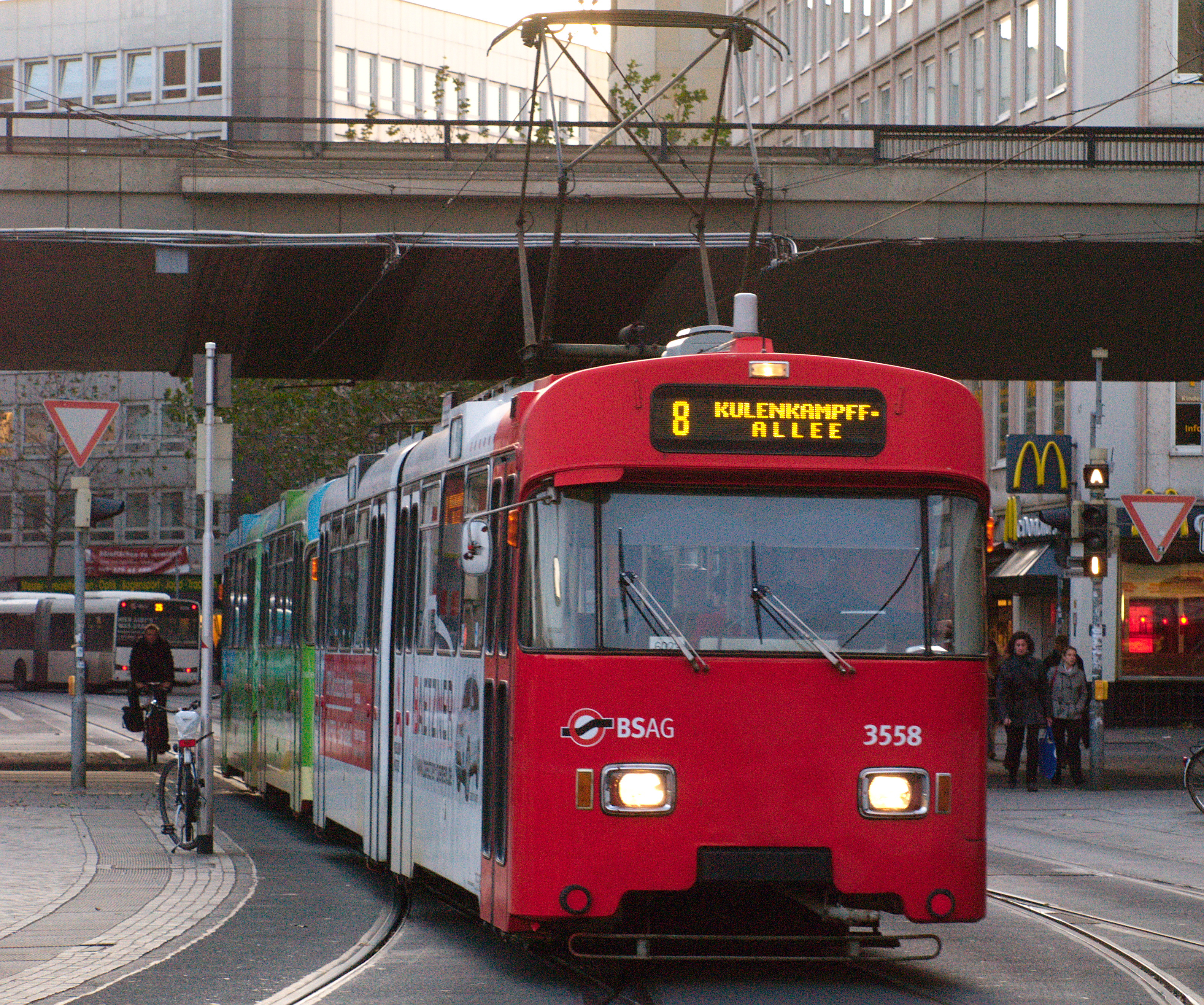
GT4f mit rotem Kopf und LED-Anzeige
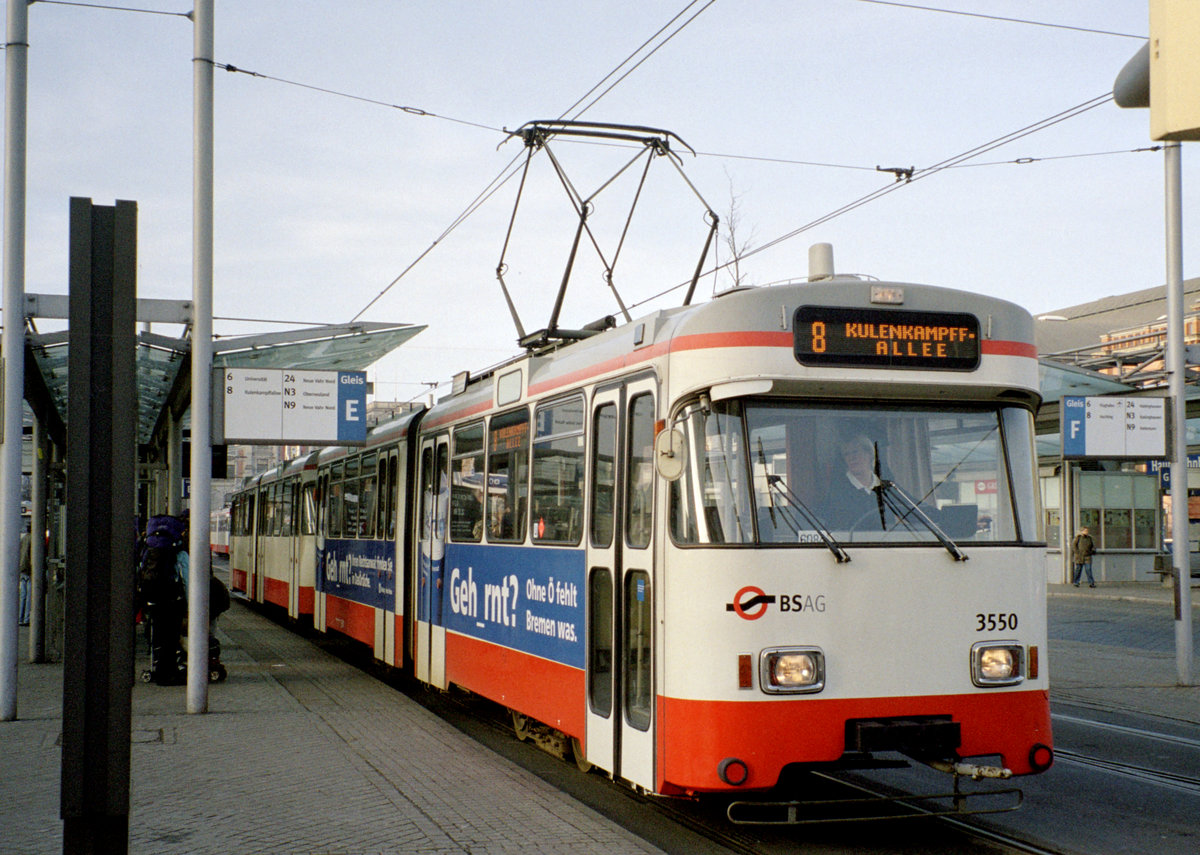
GT4f Lack der 1980er Jahre und LED-Anzeige

| Wagennr. | Name                 |
| -------- | -------------------- |
| 503      | Georg Droste         |
| 507      | Admiral Brommy       |
| 510      | Arnd von Gröpelingen |
| 521      | Ansgar               |
| 3522     | Timișoara            |
| 523      | Gräfin Emma          |
| 524      | Johann Smidt         |
| 525      | Adam von Bremen      |
| 527      | Hans                 |
| 541      | Lüder von Bentheim   |
| 542      | Alma Rogge           |
| 543      | Heini Holtenbeen     |
| 3558     | Timișoara            |
| 561      | Roland (der Riese)   |

Die Bremer Kurzgelenkwagen jüngeren Typs, also die vierachsigen Hochflur-Triebwagen GT4d-f sowie die dazu passenden Beiwagen GB4d-f, waren eine Weiterentwicklung der 1959 bis 1968 von der Hansa Waggonbau gelieferten ersten Bremer GT4.
1973 lieferte die Firma Wegmann & Co. aus Kassel die neuen Stadtbahnwagen vom Typ GT4d (Wagennummer 501–511) mit Beiwagen GB4d (701–711). Weitere Lieferungen erfolgen 1974 mit dem GT4e (512–522) und GB4e (712–722) sowie 1977 mit dem GT4f (523–561) und GB4f (723–758). Am 5. November 1979 wurde anlässlich des 575. Geburtstags des Bremer Wahrzeichens der Wagen 561 auf den Namen „Roland“ getauft. Am 31. Mai 1980 wurden weitere zehn Fahrzeuge auf die Namen berühmter Bremer Persönlichkeiten getauft. Zu Ehren von Hans Koschnick wurde anlässlich dessen Rücktritt als Präsident des Senats im September 1985 der Wagen 527 auf den Namen „Hans“ getauft. Von 2000 bis zu dessen unfallbedingten Ausscheiden im Jahr 2001 trug Wagen 3522 den Namen der rumänischen Stadt Timișoara. Wagen 3558 trug diesen Namen von 2001 bis ca. 2006. Die dreistelligen Wagennummern wurden 1992 auf vierstellige Nummern umgestellt, indem die Ziffer 3 vorangestellt wurde.
Diese Gelenkwagen der Firma Wegmann & Co sind 17,55 Meter lang, 2,30 Meter breit und 3,07 Meter hoch und bieten 138 Personen Platz (44 Sitz- und 94 Stehplätze). Sie sind nach dem gleichen Prinzip konstruiert wie ihre Vorgänger vom Typ GT4c aus der Produktion der Bremer Hansa Waggonbau (und wie die im ehemaligen RGW-Gebiet verbreiteten Tatra-KT4-Gelenkwagen): Unter der Mitte beider Wagensegmente befindet sich jeweils ein Drehgestell. Das Knicken des Wagens bei Kurvenfahrt wird aktiv hydraulisch (bzw. bei älteren Typen noch durch ein Gestänge) gesteuert. Diese Konstruktion unterscheidet sich grundsätzlich von Gelenkwagen der DÜWAG-Wagen u. ä. üblichen, wo sich je ein Drehgestell in der Nähe der Wagenenden befindet und ein so genanntes Jakobs-Drehgestell unter dem Gelenk (oder bei GT8 unter jedem der beiden Gelenke).
Seit 2009 wird der gesamte Linienverkehr planmäßig mit Niederflurzügen durchgeführt. Einige GT4f blieben bis 2013 als Reservewagen auf den Betriebshöfen stationiert und wurden bei Veranstaltungen im Weserstadion, beim Ausfall neuerer Fahrzeuge auch im Linienverkehr eingesetzt. Der letzte planmäßig im Fahrgastverkehr eingesetzte Zug (3530/3734) fuhr am 21. Dezember 2013 im Stadionverkehr.
Der Verbleib der 61 Triebwagen und 58 Beiwagen teilt sich wie folgt auf:

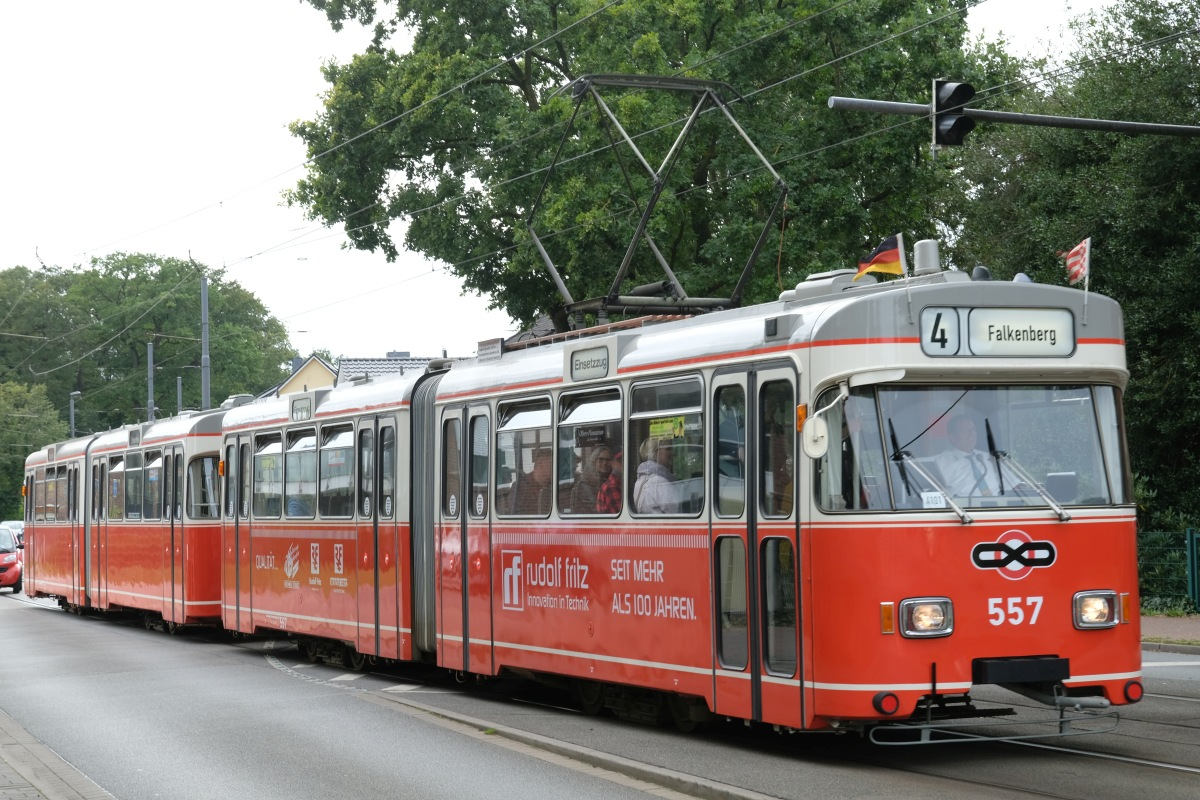
Museumszug Triebwagen 557 mit Beiwagen 747 am 15. September 2024 in Lilienthal, Timkenweg.

- Museumszug Triebwagen 557 mit Beiwagen 747 am 15. September 2024 in Lilienthal, Timkenweg.vier Triebwagen und ein Beiwagen sind heute (Stand: August 2025) noch in Bremen vorhanden. 3557 und 3747 wurden zu Museumswagen aufgearbeitet. Die Wagen 3538 und 3548 werden als Fahrschulwagen genutzt, 3561 als Partywagen (abgestellt).
- 38 Triebwagen mit 39 Beiwagen, also die meisten Fahrzeuge, wurden von 2002 bis 2010 an die Straßenbahn Timișoara in Rumänien abgegeben. Die meisten davon sind dort noch heute im Einsatz. Im Juni 2014 begann ein Programm zur umfassenden Modernisierung von 30 Triebwagen[99], die von 2015 bis 2018 umgebaut wurden und seitdem unter der neuen Bezeichnung Armonia laufen.
- 17 Triebwagen und 15 Beiwagen wurden von 2006 bis 2015 in Bremen verschrottet.
- zwei Triebwagen und ein Beiwagen gingen 2009 an das Hannoversche Straßenbahn-Museum in Wehmingen.
- ein Beiwagen (758) wurde 1986 bis 1989 für den Umbau zweier Triebwagen zu GT6 verwendet (siehe unten).
- ein Beiwagen (3724) wurde von 2015 bis 2020 in Syke-Barrien als Werbeträger aufgestellt, danach verschrottet.

#### GT6a/GT6b

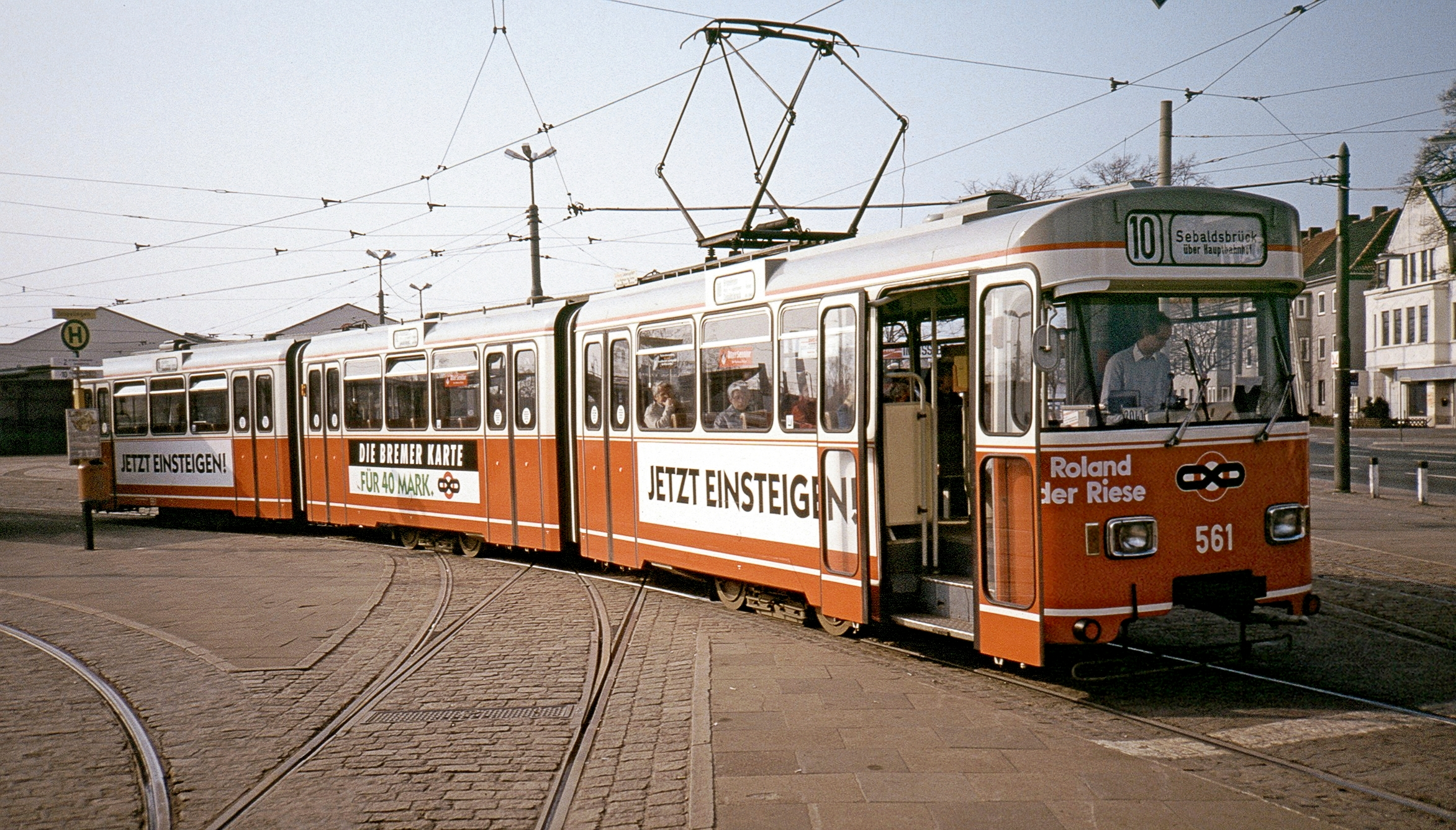
GT6 561 „Roland der Riese“ in der Endhaltestelle Gröpelingen, 1987

Zwei der Wegmann-GT4 wurden 1986 (Tw 561) und 1989 (Tw 560) durch Anhängen eines ebenfalls von einem mittigen Drehgestell getragenen Segmentes (aus je einer Hälfte des Beiwagens 758 entstanden) zu 28,4 m langen GT6-Wagen umgebaut, die ab 1992 die Nummern 3560 (GT6b) und 3561 (GT6a) trugen. Dieser Typ hatte zwei 163-kW-Motoren und bot 67 Sitz- und 140 Stehplätze. Bis 1999 waren sie im Planeinsatz, danach erfolgten noch sporadische Einsätze. Wagen 3560 wurde 2001 zur „Kultourbahn“ umgebaut und wurde bis 2003 eingesetzt. Er wurde im April 2005 verschrottet, Wagen 3561 wurde zur „Partitour“ (Partybahn) umgebaut (siehe unten).

#### Niederflur-Prototyp GT6N

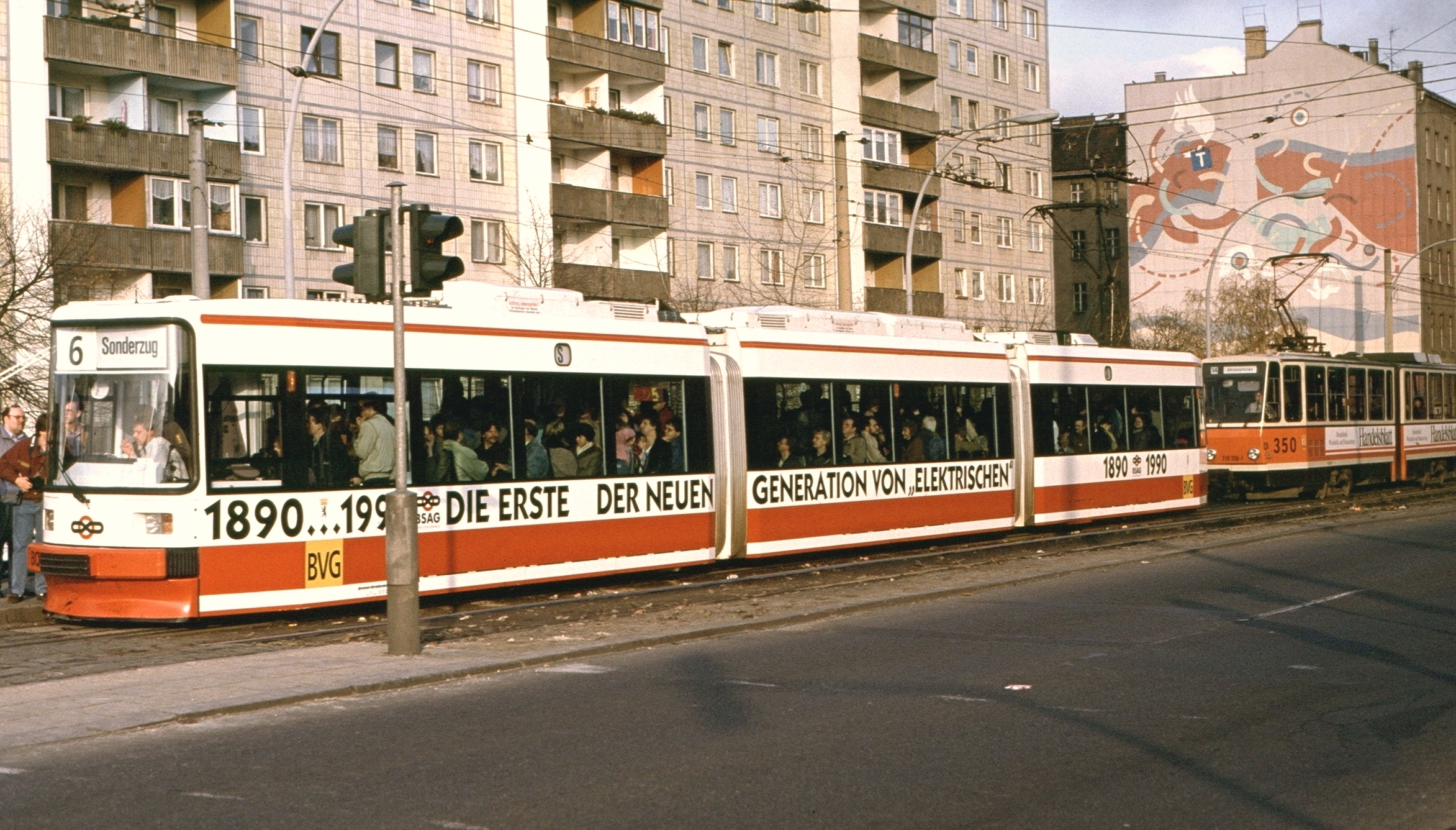
GT6N 801 als Vorführfahrzeug in Berlin, Landsberger Allee, 1991

In den 1990er Jahren standen die alten Hansa-Kurzgelenkwagen aus den 1960er Jahren zum Ersatz an. Nachdem die BSAG bereits im Busbereich Niederflurfahrzeuge beschafft hatte, sollten auch künftige Straßenbahnwagen niederflurige Einstiege bieten. So wurde 1989 von der BSAG ein Prototyp mit der Wagennummer 801 vorgestellt. Dieser dreiteilige, sechsachsige Gelenktriebwagen vom Typ GT6N war der erste Straßenbahntriebwagen, der einen komplett niederflurigen Wagenboden bot. Die Konstruktion lehnte sich an die der dreiteilig umgebauten hochflurigen Wegmann-Stadtbahnwagen an.
Das Fahrzeug wurde in mehreren Städten Europas präsentiert, u. a. in Bonn, Amsterdam, Stockholm, Göteborg, Prag, Warschau, Schwerin. Im November 1991 weilte das Fahrzeug zu Vorführzwecken in Berlin, wo in der Folge 150 Fahrzeuge dieses Typs bestellt wurden. Auch weitere Städte, wie München oder Nürnberg bestellten anschließend diesen Fahrzeugtyp. Der Prototyp wurde 1999 an den Betrieb der Straßenbahn Norrköping nach Schweden abgegeben, kam aber 2011 zurück nach Bremen. Das Fahrzeug ist aufgrund eines Motorschadens seit 2011 nicht einsatzfähig und seither im Betriebshof Sebaldsbrück stationiert.

#### GT8N

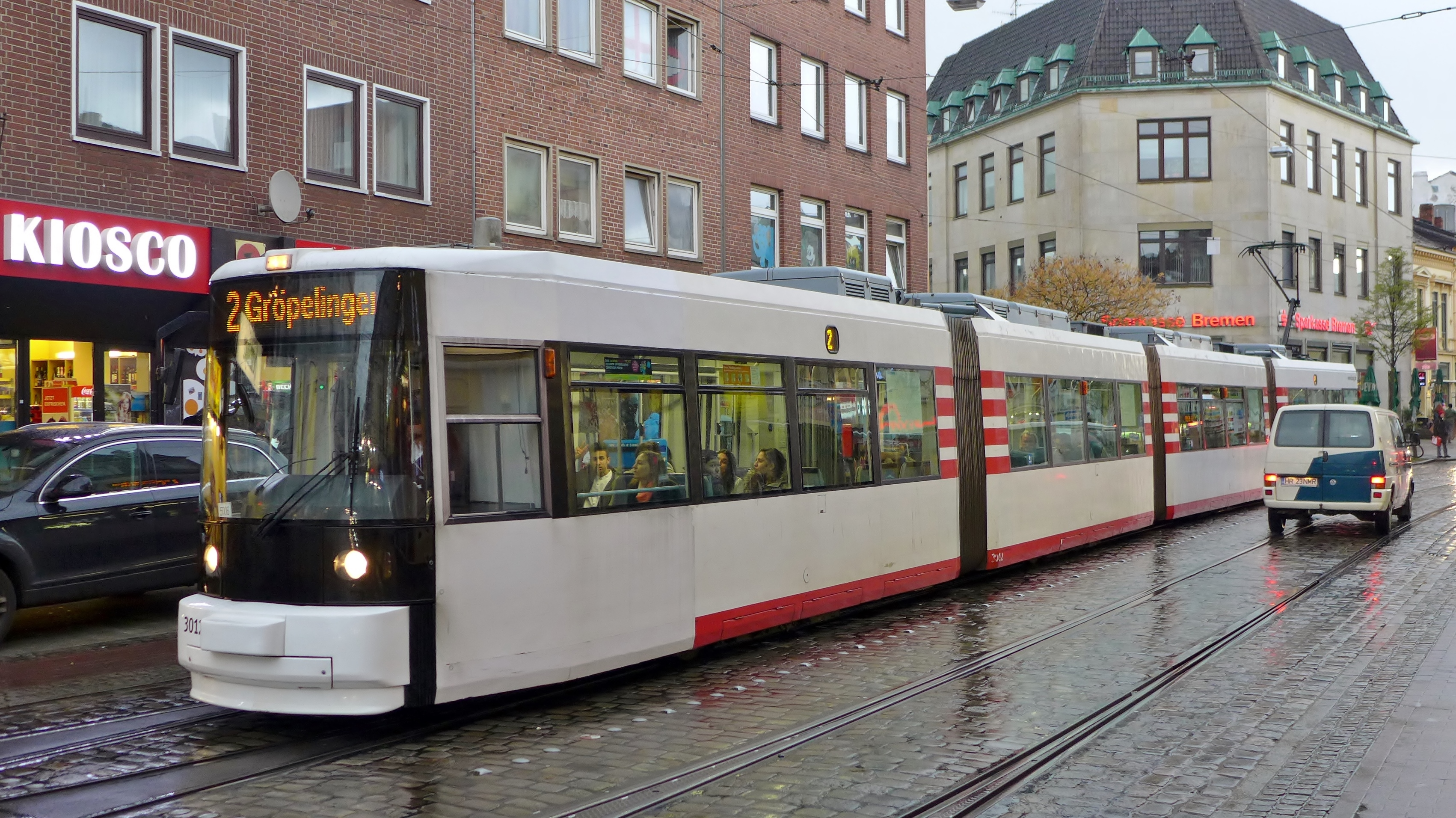
GT8N 3012 im Design der Auslieferung
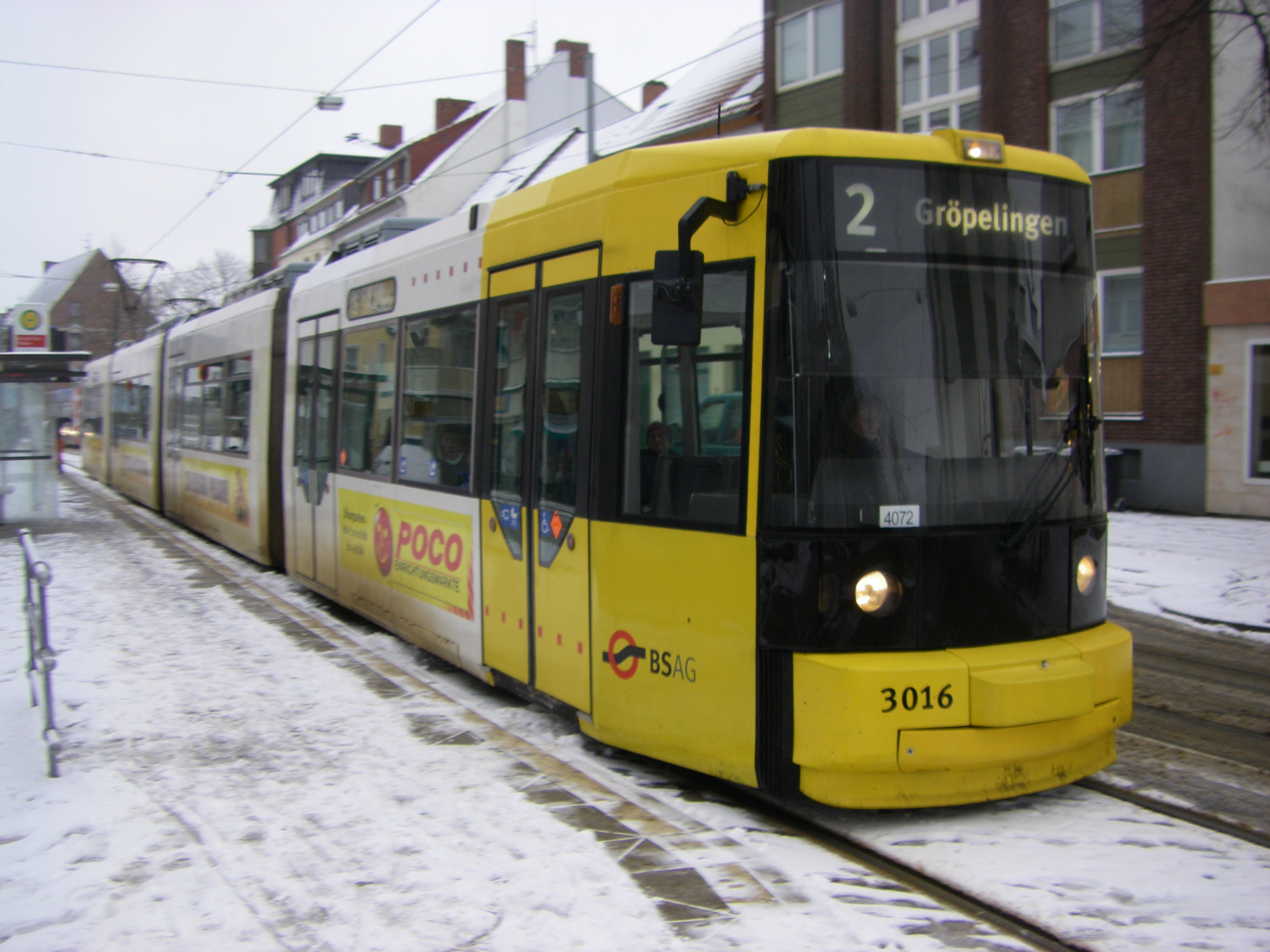
GT8N 3016 im Design nach der Auslieferung
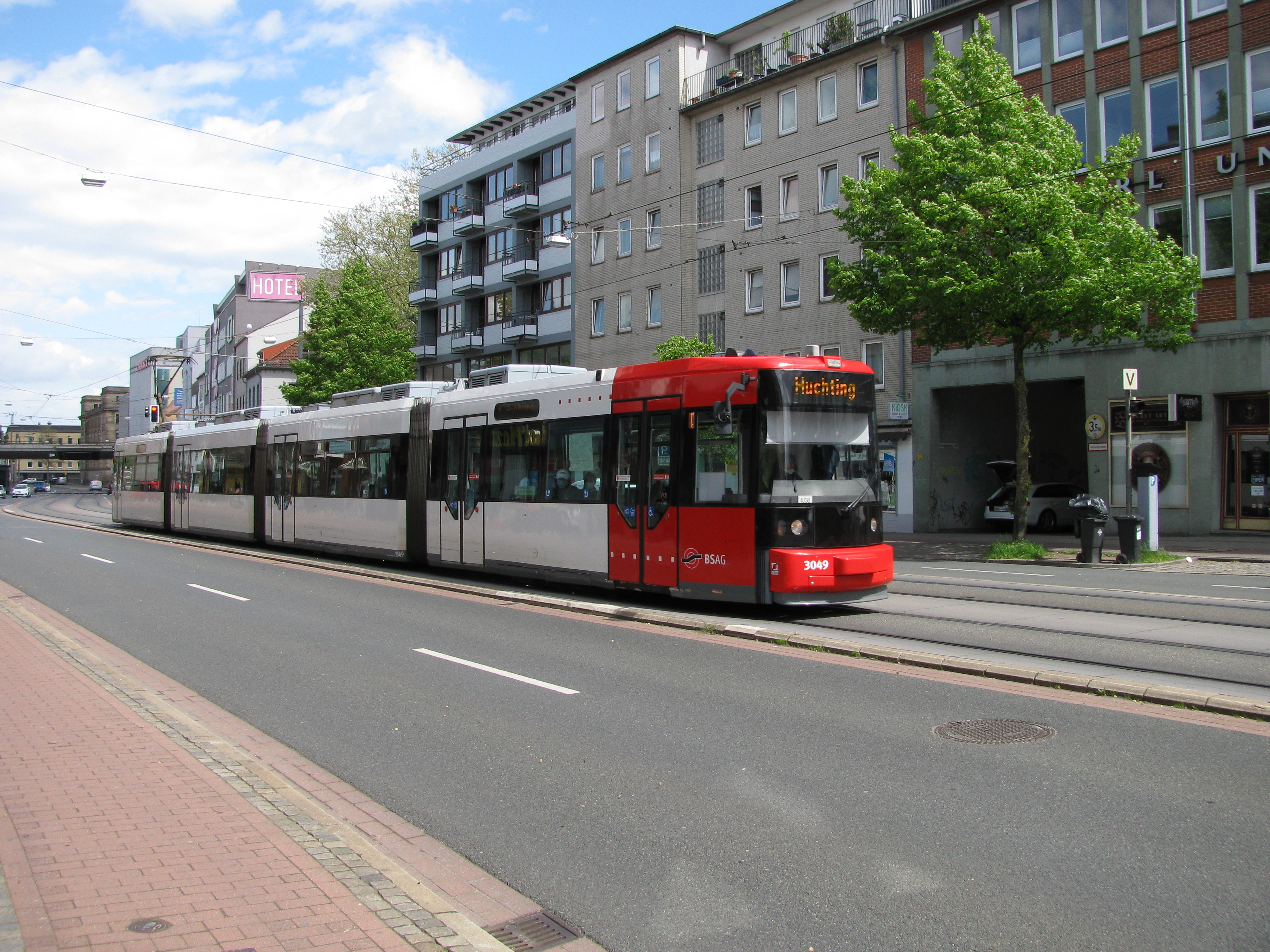
GT8N 3049 nach dem Redesign

Von 1993 bis 1996 wurden von der Firma AEG Schienenfahrzeuge 78 Niederflurtriebwagen vom Typ GT8N beschafft. Diese unterscheiden sich vom Prototyp GT6N von 1990 (siehe unten) im Wesentlichen dadurch, dass sie mit vier Fahrzeugteilen und acht Radpaaren länger sind als der Prototyp und im Innenraum weitgehend auf den Einbau von Podesten verzichtet werden konnte.
Entgleisungen, wie sie in Berlin mit den Niederflur-GT6 gleichen Typs auftraten, gab es in Bremen nicht.
Die Fahrzeuge des Typs GT8N stellten den Großteil der Straßenbahnflotte der BSAG. Wagen 3067 wurde bereits 2001 nach einem Unfallschaden ausgemustert. Wagen 3033 wurde im Mai 2013 abgestellt und sollte nur noch als Ersatzteilspender benutzt werden, war aber seit November 2016 wieder im Einsatz. Wagen 3017, im März 2016 in Gröpelingen seitlich von einem Lkw gerammt, wird seit der Reparatur 2018 als Fahrschulwagen eingesetzt. Seit Ende 2019 wurden erste Fahrzeuge abgestellt und verschrottet. Die Fahrzeuge des Typs GT8N wurden schrittweise durch Neubeschaffungen des Typ GT8N-2 abgelöst. Im April 2025 endete der Einsatz im Linienverkehr.
Im Winterfahrplan 2015 gab es Einschnitte im Straßenbahnverkehr wegen überproportionaler Ausfälle der GT8N. Die in den 1990er-Jahren erwartete Haltbarkeit von 30 Jahren war für eine vorgesehene Laufleistung von 55000 Kilometern pro Jahr berechnet, die wirkliche Laufleistung lag aber weitaus höher, bei manchen Fahrzeugen bis zu 90000 Kilometer in einem Jahr. Der Schwachhauser Ast der Straßenbahnlinie 8 wurde vorübergehend mit Bussen bedient. Ab 2017 konnte der Regelfahrplan wieder gefahren werden.
Die ursprünglich ab 2016 geplante Generalüberholung von zehn GT8N wurde ab Januar 2018 nicht weiter verfolgt. Stattdessen lieferte Siemens weitere zehn GT8N-2. Der Aufbau einer GT8N-Fahrzeugreserve wurde von der BSAG aus Platzgründen abgelehnt. Mindestens ein Fahrzeug soll als Museumsfahrzeug erhalten bleiben.
Seit Dezember 2022 befindet sich der Wagen 3073 als Museumsfahrzeug im Betriebshof Sebaldsbrück, ebenso seit 2025 der zuletzt als Fahrschulwagen eingesetzte Wagen 3076. Eines der beiden Fahrzeuge soll in der Zukunft für Museumsfahrten betriebsbereit gemacht werden. Weiterhin vorhanden sind Triebwagen 3017 (Fahrschule) und 3055 (Weihnachtsbahn).

### Sonderfahrzeuge

#### Partitour (Partybahn)

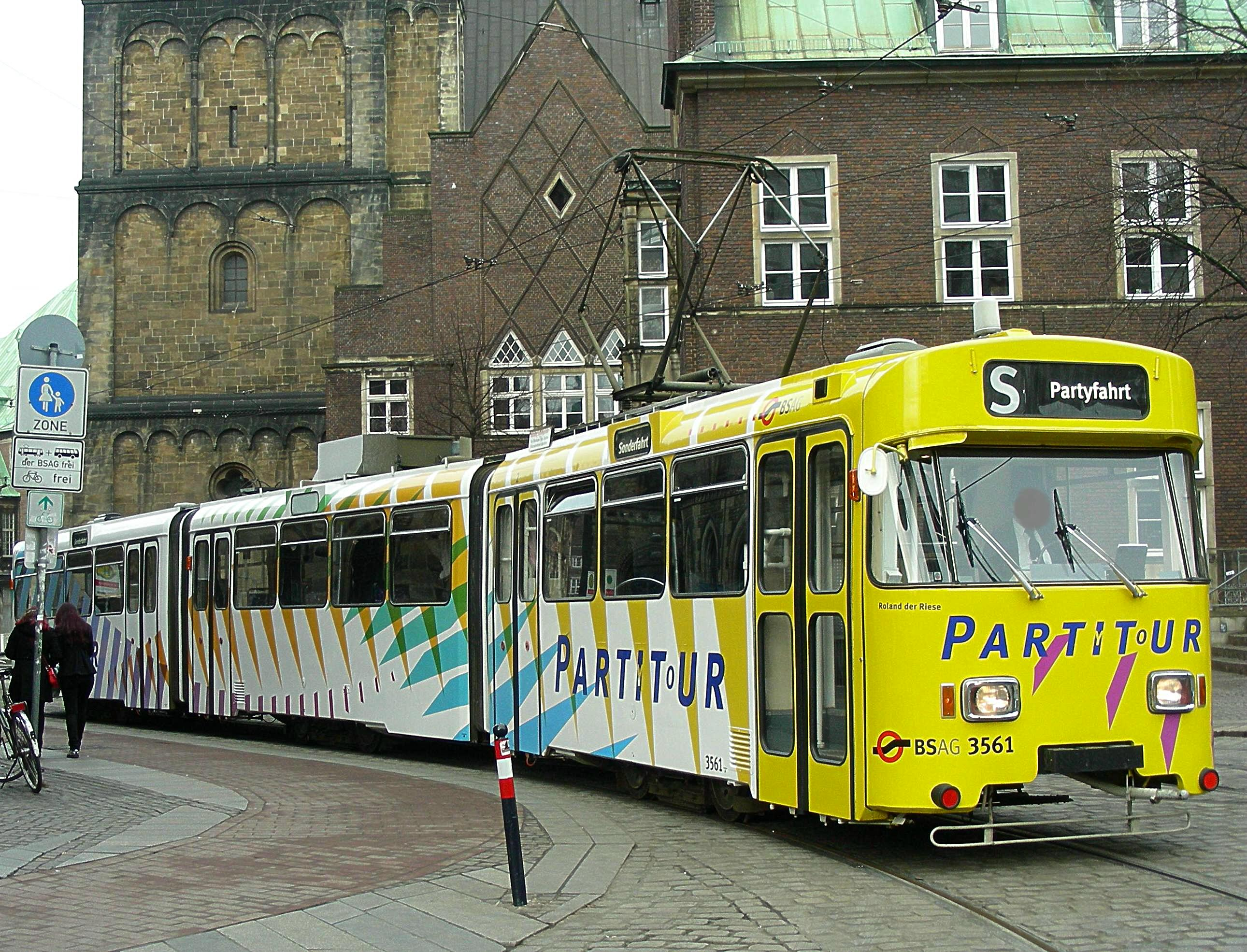
Partystraßenbahn 3561 an der Domsheide

1977 wurde erstmals ein Fahrzeug zum Partywagen umgebaut. Es war der GT3-Wagen 846 (ursprünglich 917), der nur deshalb der Verschrottung entging und später als Museumswagen restauriert werden konnte. Ab 1980 übernahm der GT4c-Wagen 442 diese Aufgabe, auch dieser Wagen ist noch vorhanden. Seit 2004 ist der Wagen 3561, seit 1976 als GT4 gebaut und 1986 zum dreiteiligen, sechsachsigen Triebwagen GT6 (siehe oben) umgebaut, unter dem Namen „Partitour“ als Party- und Kulturbahn im Einsatz. Seit Sommer 2020 ist das Fahrzeug nicht mehr einsatzfähig.

#### Fahrschulwagen
Seit 2018 wird GT8N-Triebwagen 3017 als Fahrschulwagen genutzt, von 2023 bis 2024 verstärkt durch den GT8N 3076. Mitte 2025 wurde mit Triebwagen 3113 ein GT8N-1 als Fahrschulwagen hergerichtet.
Als Fahrschulwagen werden umgebaute Triebwagen eingesetzt, die früher im normalen Liniendienst fuhren. Der Triebwagen 402 vom Typ GT4a aus 1961 war von 1975 bis 2009 Fahrschulwagen. Danach wurde er abgestellt. Später wurden 3548 (2008–2017) und 3538 (2009–2023) vom Typ GT4f aus dem von 1977 als Fahrschulwagen genutzt, sie sind beide abgestellt vorhanden.

#### Schienenschleifwagen 3903
Seit 2020 kommt ein Schienenschleifwagen vom Hersteller Windhoff zum Einsatz. Das Fahrzeug verfügt über einen zweiten Stromabnehmer, der mit einer Rolle ausgestattet ist, um im Winter bei kalter Witterung die Fahrleitung mit Frostschutzmittel gegen Vereisen zu schützen.

#### Eingleisgerätewagen

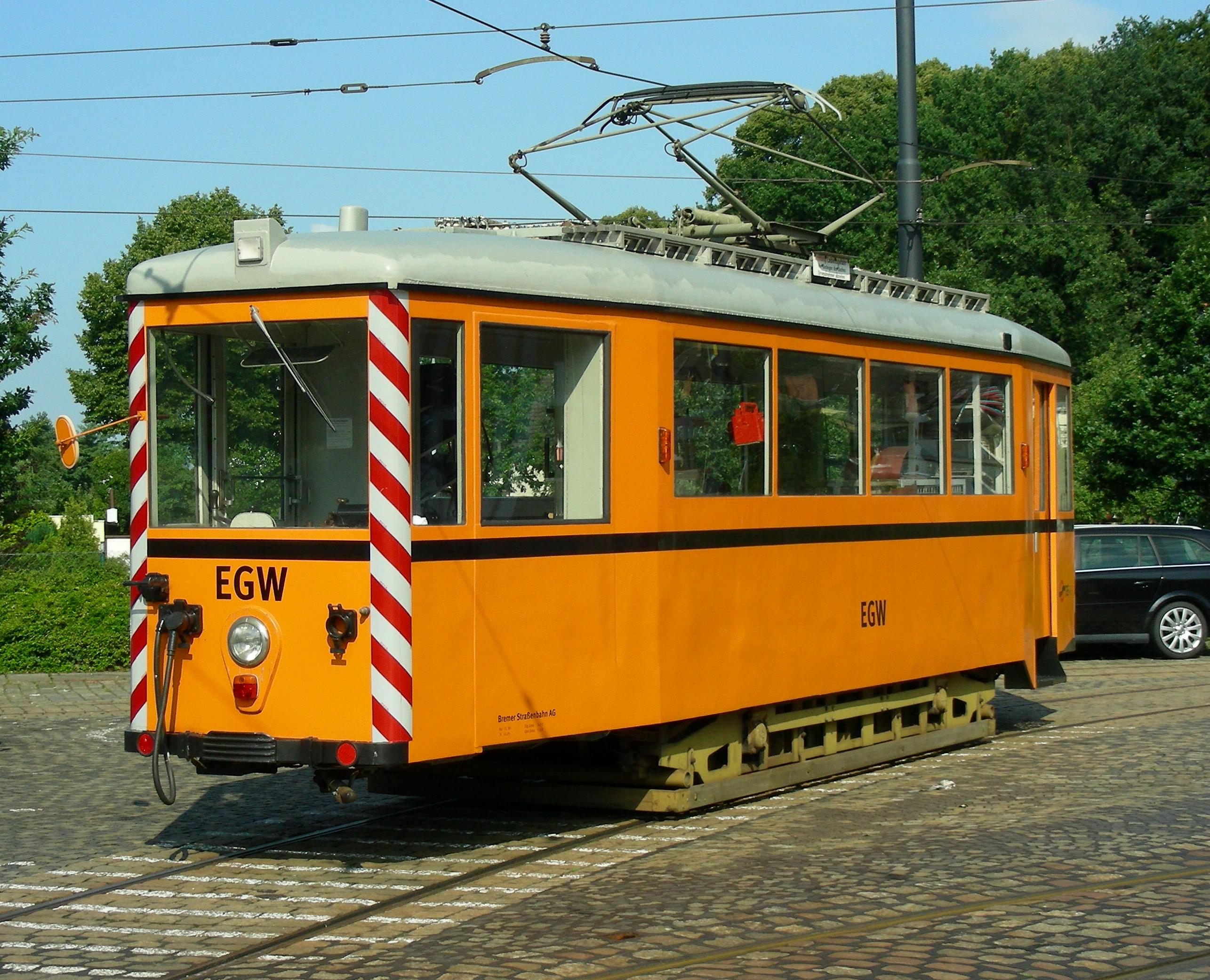
Eingleisgerätewagen

Der Eingleisgerätewagen EGW kommt zum Einsatz, wenn ein Straßenbahnzug liegenbleibt oder entgleist. Für diesen Zweck hat das Fahrzeug passende Kupplungen für die verschiedenen Straßenbahn-Typen und zusätzliche Bremsen, um auch beim Abschleppen eines anderen Straßenbahnzuges genug Bremsleistung zu haben. Daneben befinden sich Hydropressen und weiteres Werkzeug an Bord, um einen entgleisten Zug anheben und wieder eingleisen zu können. Gebaut wurde das zweiachsige Fahrzeug 1954 als Triebwagen 651 durch die BSAG selbst. Teilweise wurden hierbei Teile von kriegszerstörten Fahrzeugen verwendet, so zum Beispiel das Triebgestell. Vor seinem Umbau zum Eingleisgerätewagen im Jahr 1974 stand das Fahrzeug im Liniendienst.

#### Arbeitswagen AT4 bis AT6
Die drei Arbeitswagen AT4, AT5 und AT6 entstanden von 1980/81 aus alten ausgemusterten Triebwagen von Typ GT3. Als Besonderheit hat der Wagen AT6 eine Beobachtungskanzel auf seinem Dach, um die korrekte Lage der Fahrleitung überprüfen zu können. Der AT6 dient auch als Zugfahrzeug für den Gleismesszug GMW 1. Der Wagen AT4 wurde 2016 abgestellt und als Ausstellungsstück an die „Gemüsewerft“ übergeben. Der Wagen AT5 wurde 2020 verschrottet.

#### Gleismesswagen GMW 1 (verschrottet)
Der dreiteilige Gleismesszug entstand Anfang der 1980er als Eigenbau der BSAG. Auch hier wurden Teile älterer Fahrzeuge verwendet. Dieses Fahrzeug dient der Vermessung des Gleisnetzes und somit dem frühzeitigen Erkennen von Schäden. Gelegentlich wird dieses Fahrzeug auch von anderen Betrieben ausgeliehen und eingesetzt; so war das Fahrzeug zum Beispiel schon bei der Düsseldorfer Rheinbahn im Einsatz. Der Gleismesszug wurde im Februar 2022 verschrottet.